# Partita di gioco piano
La partita di gioco piano è un'apertura nel gioco degli scacchi caratterizzata dalle mosse:
1. e4 e5
2. Cf3 Cc6
3. Ac4 Ac5
4. d3

Secondo alcuni autori l'aperura è definita "partita di giuoco piano" alla terza mossa, per poi evolversi in partita italiana in caso di 4.c3 o in giuoco pianissimo in caso di 4.d3. L'espressione "gioco piano" è stata in passato utilizzata anche genericamente per riferirsi a ogni tipo di apertura scacchistica che non prevedesse gambetti.

## Analisi
La partita di gioco piano è molto simile alla partita italiana, caratterizzata dallo sviluppo in c4 dell'alfiere di re bianco, direttamente puntato contro f7, il punto più debole dello schieramento nero. Di fatto si tratta di un impianto classico, molto in voga nel XX secolo, soprattutto fino agli anni sessanta-settanta.
Molto semplice nell'idea di base (quella di creare pressione sul futuro arrocco avversario), questa variante risulta alquanto meno aggressiva rispetto alla partita italiana, perché qui il pedone "d" collocato in d3, oltre a liberare la strada all'alfiere c1, viene usato solo per difendere il pedone e4; al contrario, nell'italiana, il pedone "d" viene di solito spinto direttamente in d4, grazie al sostegno del pedone "c" in c3, in modo da minare il centro nero.
Qualora il nero lo catturi con exd4, il bianco è in grado di ricostituire i due pedoni centrali ricatturando con il pedone c3 (cxd4). Nel gioco piano, invece, lo sviluppo segue un corso più tranquillo, generalmente caratterizzato dal piazzamento naturale del cavallo b1 in c3, dall'arrocco corto e da un controllo del centro senza occuparlo fisicamente con i pedoni; l'attacco, realizzato in fase avanzata, si sviluppa generalmente sulle ali.
Il nero, grazie ad un maggiore controllo sulla casa d4, rispetto all'avversario ha meno problemi a sviluppare il gioco e può anche scegliere di giocare in modo simmetrico per un certo numero di mosse, imitando l'avversario. In aggiunta, dato che il pedone d3 impedisce all'alfiere bianco c4 di ritirarsi, se il nero lo desidera può costringere l'avversario al cambio forzato di tale pezzo, attaccandolo ripetutamente con il cavallo c6 e con i pedoni. Il gioco piano, in alcuni casi, può rientrare nella partita italiana, se viene giocata c2-c3 prima di sviluppare il cavallo b1, collocando questo in un secondo tempo.
Le principali linee di sviluppo sono le seguenti:
|   | a | b | c | d | e | f | g | h |   |
| 8 | a8 torre del nero · c8 alfiere del nero · d8 donna del nero · e8 re del nero · h8 torre del nero · a7 pedone del nero · b7 pedone del nero · c7 pedone del nero · f7 pedone del nero · g7 pedone del nero · h7 pedone del nero · b6 alfiere del nero · c6 cavallo del nero · d6 pedone del nero · f6 cavallo del nero · e5 pedone del nero · c4 alfiere del bianco · e4 pedone del bianco · c3 cavallo del bianco · d3 pedone del bianco · e3 alfiere del bianco · f3 cavallo del bianco · a2 pedone del bianco · b2 pedone del bianco · c2 pedone del bianco · f2 pedone del bianco · g2 pedone del bianco · h2 pedone del bianco · a1 torre del bianco · d1 donna del bianco · e1 re del bianco · h1 torre del bianco | a8 torre del nero · c8 alfiere del nero · d8 donna del nero · e8 re del nero · h8 torre del nero · a7 pedone del nero · b7 pedone del nero · c7 pedone del nero · f7 pedone del nero · g7 pedone del nero · h7 pedone del nero · b6 alfiere del nero · c6 cavallo del nero · d6 pedone del nero · f6 cavallo del nero · e5 pedone del nero · c4 alfiere del bianco · e4 pedone del bianco · c3 cavallo del bianco · d3 pedone del bianco · e3 alfiere del bianco · f3 cavallo del bianco · a2 pedone del bianco · b2 pedone del bianco · c2 pedone del bianco · f2 pedone del bianco · g2 pedone del bianco · h2 pedone del bianco · a1 torre del bianco · d1 donna del bianco · e1 re del bianco · h1 torre del bianco | a8 torre del nero · c8 alfiere del nero · d8 donna del nero · e8 re del nero · h8 torre del nero · a7 pedone del nero · b7 pedone del nero · c7 pedone del nero · f7 pedone del nero · g7 pedone del nero · h7 pedone del nero · b6 alfiere del nero · c6 cavallo del nero · d6 pedone del nero · f6 cavallo del nero · e5 pedone del nero · c4 alfiere del bianco · e4 pedone del bianco · c3 cavallo del bianco · d3 pedone del bianco · e3 alfiere del bianco · f3 cavallo del bianco · a2 pedone del bianco · b2 pedone del bianco · c2 pedone del bianco · f2 pedone del bianco · g2 pedone del bianco · h2 pedone del bianco · a1 torre del bianco · d1 donna del bianco · e1 re del bianco · h1 torre del bianco | a8 torre del nero · c8 alfiere del nero · d8 donna del nero · e8 re del nero · h8 torre del nero · a7 pedone del nero · b7 pedone del nero · c7 pedone del nero · f7 pedone del nero · g7 pedone del nero · h7 pedone del nero · b6 alfiere del nero · c6 cavallo del nero · d6 pedone del nero · f6 cavallo del nero · e5 pedone del nero · c4 alfiere del bianco · e4 pedone del bianco · c3 cavallo del bianco · d3 pedone del bianco · e3 alfiere del bianco · f3 cavallo del bianco · a2 pedone del bianco · b2 pedone del bianco · c2 pedone del bianco · f2 pedone del bianco · g2 pedone del bianco · h2 pedone del bianco · a1 torre del bianco · d1 donna del bianco · e1 re del bianco · h1 torre del bianco | a8 torre del nero · c8 alfiere del nero · d8 donna del nero · e8 re del nero · h8 torre del nero · a7 pedone del nero · b7 pedone del nero · c7 pedone del nero · f7 pedone del nero · g7 pedone del nero · h7 pedone del nero · b6 alfiere del nero · c6 cavallo del nero · d6 pedone del nero · f6 cavallo del nero · e5 pedone del nero · c4 alfiere del bianco · e4 pedone del bianco · c3 cavallo del bianco · d3 pedone del bianco · e3 alfiere del bianco · f3 cavallo del bianco · a2 pedone del bianco · b2 pedone del bianco · c2 pedone del bianco · f2 pedone del bianco · g2 pedone del bianco · h2 pedone del bianco · a1 torre del bianco · d1 donna del bianco · e1 re del bianco · h1 torre del bianco | a8 torre del nero · c8 alfiere del nero · d8 donna del nero · e8 re del nero · h8 torre del nero · a7 pedone del nero · b7 pedone del nero · c7 pedone del nero · f7 pedone del nero · g7 pedone del nero · h7 pedone del nero · b6 alfiere del nero · c6 cavallo del nero · d6 pedone del nero · f6 cavallo del nero · e5 pedone del nero · c4 alfiere del bianco · e4 pedone del bianco · c3 cavallo del bianco · d3 pedone del bianco · e3 alfiere del bianco · f3 cavallo del bianco · a2 pedone del bianco · b2 pedone del bianco · c2 pedone del bianco · f2 pedone del bianco · g2 pedone del bianco · h2 pedone del bianco · a1 torre del bianco · d1 donna del bianco · e1 re del bianco · h1 torre del bianco | a8 torre del nero · c8 alfiere del nero · d8 donna del nero · e8 re del nero · h8 torre del nero · a7 pedone del nero · b7 pedone del nero · c7 pedone del nero · f7 pedone del nero · g7 pedone del nero · h7 pedone del nero · b6 alfiere del nero · c6 cavallo del nero · d6 pedone del nero · f6 cavallo del nero · e5 pedone del nero · c4 alfiere del bianco · e4 pedone del bianco · c3 cavallo del bianco · d3 pedone del bianco · e3 alfiere del bianco · f3 cavallo del bianco · a2 pedone del bianco · b2 pedone del bianco · c2 pedone del bianco · f2 pedone del bianco · g2 pedone del bianco · h2 pedone del bianco · a1 torre del bianco · d1 donna del bianco · e1 re del bianco · h1 torre del bianco | a8 torre del nero · c8 alfiere del nero · d8 donna del nero · e8 re del nero · h8 torre del nero · a7 pedone del nero · b7 pedone del nero · c7 pedone del nero · f7 pedone del nero · g7 pedone del nero · h7 pedone del nero · b6 alfiere del nero · c6 cavallo del nero · d6 pedone del nero · f6 cavallo del nero · e5 pedone del nero · c4 alfiere del bianco · e4 pedone del bianco · c3 cavallo del bianco · d3 pedone del bianco · e3 alfiere del bianco · f3 cavallo del bianco · a2 pedone del bianco · b2 pedone del bianco · c2 pedone del bianco · f2 pedone del bianco · g2 pedone del bianco · h2 pedone del bianco · a1 torre del bianco · d1 donna del bianco · e1 re del bianco · h1 torre del bianco | 8 |
| 7 | a8 torre del nero · c8 alfiere del nero · d8 donna del nero · e8 re del nero · h8 torre del nero · a7 pedone del nero · b7 pedone del nero · c7 pedone del nero · f7 pedone del nero · g7 pedone del nero · h7 pedone del nero · b6 alfiere del nero · c6 cavallo del nero · d6 pedone del nero · f6 cavallo del nero · e5 pedone del nero · c4 alfiere del bianco · e4 pedone del bianco · c3 cavallo del bianco · d3 pedone del bianco · e3 alfiere del bianco · f3 cavallo del bianco · a2 pedone del bianco · b2 pedone del bianco · c2 pedone del bianco · f2 pedone del bianco · g2 pedone del bianco · h2 pedone del bianco · a1 torre del bianco · d1 donna del bianco · e1 re del bianco · h1 torre del bianco | a8 torre del nero · c8 alfiere del nero · d8 donna del nero · e8 re del nero · h8 torre del nero · a7 pedone del nero · b7 pedone del nero · c7 pedone del nero · f7 pedone del nero · g7 pedone del nero · h7 pedone del nero · b6 alfiere del nero · c6 cavallo del nero · d6 pedone del nero · f6 cavallo del nero · e5 pedone del nero · c4 alfiere del bianco · e4 pedone del bianco · c3 cavallo del bianco · d3 pedone del bianco · e3 alfiere del bianco · f3 cavallo del bianco · a2 pedone del bianco · b2 pedone del bianco · c2 pedone del bianco · f2 pedone del bianco · g2 pedone del bianco · h2 pedone del bianco · a1 torre del bianco · d1 donna del bianco · e1 re del bianco · h1 torre del bianco | a8 torre del nero · c8 alfiere del nero · d8 donna del nero · e8 re del nero · h8 torre del nero · a7 pedone del nero · b7 pedone del nero · c7 pedone del nero · f7 pedone del nero · g7 pedone del nero · h7 pedone del nero · b6 alfiere del nero · c6 cavallo del nero · d6 pedone del nero · f6 cavallo del nero · e5 pedone del nero · c4 alfiere del bianco · e4 pedone del bianco · c3 cavallo del bianco · d3 pedone del bianco · e3 alfiere del bianco · f3 cavallo del bianco · a2 pedone del bianco · b2 pedone del bianco · c2 pedone del bianco · f2 pedone del bianco · g2 pedone del bianco · h2 pedone del bianco · a1 torre del bianco · d1 donna del bianco · e1 re del bianco · h1 torre del bianco | a8 torre del nero · c8 alfiere del nero · d8 donna del nero · e8 re del nero · h8 torre del nero · a7 pedone del nero · b7 pedone del nero · c7 pedone del nero · f7 pedone del nero · g7 pedone del nero · h7 pedone del nero · b6 alfiere del nero · c6 cavallo del nero · d6 pedone del nero · f6 cavallo del nero · e5 pedone del nero · c4 alfiere del bianco · e4 pedone del bianco · c3 cavallo del bianco · d3 pedone del bianco · e3 alfiere del bianco · f3 cavallo del bianco · a2 pedone del bianco · b2 pedone del bianco · c2 pedone del bianco · f2 pedone del bianco · g2 pedone del bianco · h2 pedone del bianco · a1 torre del bianco · d1 donna del bianco · e1 re del bianco · h1 torre del bianco | a8 torre del nero · c8 alfiere del nero · d8 donna del nero · e8 re del nero · h8 torre del nero · a7 pedone del nero · b7 pedone del nero · c7 pedone del nero · f7 pedone del nero · g7 pedone del nero · h7 pedone del nero · b6 alfiere del nero · c6 cavallo del nero · d6 pedone del nero · f6 cavallo del nero · e5 pedone del nero · c4 alfiere del bianco · e4 pedone del bianco · c3 cavallo del bianco · d3 pedone del bianco · e3 alfiere del bianco · f3 cavallo del bianco · a2 pedone del bianco · b2 pedone del bianco · c2 pedone del bianco · f2 pedone del bianco · g2 pedone del bianco · h2 pedone del bianco · a1 torre del bianco · d1 donna del bianco · e1 re del bianco · h1 torre del bianco | a8 torre del nero · c8 alfiere del nero · d8 donna del nero · e8 re del nero · h8 torre del nero · a7 pedone del nero · b7 pedone del nero · c7 pedone del nero · f7 pedone del nero · g7 pedone del nero · h7 pedone del nero · b6 alfiere del nero · c6 cavallo del nero · d6 pedone del nero · f6 cavallo del nero · e5 pedone del nero · c4 alfiere del bianco · e4 pedone del bianco · c3 cavallo del bianco · d3 pedone del bianco · e3 alfiere del bianco · f3 cavallo del bianco · a2 pedone del bianco · b2 pedone del bianco · c2 pedone del bianco · f2 pedone del bianco · g2 pedone del bianco · h2 pedone del bianco · a1 torre del bianco · d1 donna del bianco · e1 re del bianco · h1 torre del bianco | a8 torre del nero · c8 alfiere del nero · d8 donna del nero · e8 re del nero · h8 torre del nero · a7 pedone del nero · b7 pedone del nero · c7 pedone del nero · f7 pedone del nero · g7 pedone del nero · h7 pedone del nero · b6 alfiere del nero · c6 cavallo del nero · d6 pedone del nero · f6 cavallo del nero · e5 pedone del nero · c4 alfiere del bianco · e4 pedone del bianco · c3 cavallo del bianco · d3 pedone del bianco · e3 alfiere del bianco · f3 cavallo del bianco · a2 pedone del bianco · b2 pedone del bianco · c2 pedone del bianco · f2 pedone del bianco · g2 pedone del bianco · h2 pedone del bianco · a1 torre del bianco · d1 donna del bianco · e1 re del bianco · h1 torre del bianco | a8 torre del nero · c8 alfiere del nero · d8 donna del nero · e8 re del nero · h8 torre del nero · a7 pedone del nero · b7 pedone del nero · c7 pedone del nero · f7 pedone del nero · g7 pedone del nero · h7 pedone del nero · b6 alfiere del nero · c6 cavallo del nero · d6 pedone del nero · f6 cavallo del nero · e5 pedone del nero · c4 alfiere del bianco · e4 pedone del bianco · c3 cavallo del bianco · d3 pedone del bianco · e3 alfiere del bianco · f3 cavallo del bianco · a2 pedone del bianco · b2 pedone del bianco · c2 pedone del bianco · f2 pedone del bianco · g2 pedone del bianco · h2 pedone del bianco · a1 torre del bianco · d1 donna del bianco · e1 re del bianco · h1 torre del bianco | 7 |
| 6 | a8 torre del nero · c8 alfiere del nero · d8 donna del nero · e8 re del nero · h8 torre del nero · a7 pedone del nero · b7 pedone del nero · c7 pedone del nero · f7 pedone del nero · g7 pedone del nero · h7 pedone del nero · b6 alfiere del nero · c6 cavallo del nero · d6 pedone del nero · f6 cavallo del nero · e5 pedone del nero · c4 alfiere del bianco · e4 pedone del bianco · c3 cavallo del bianco · d3 pedone del bianco · e3 alfiere del bianco · f3 cavallo del bianco · a2 pedone del bianco · b2 pedone del bianco · c2 pedone del bianco · f2 pedone del bianco · g2 pedone del bianco · h2 pedone del bianco · a1 torre del bianco · d1 donna del bianco · e1 re del bianco · h1 torre del bianco | a8 torre del nero · c8 alfiere del nero · d8 donna del nero · e8 re del nero · h8 torre del nero · a7 pedone del nero · b7 pedone del nero · c7 pedone del nero · f7 pedone del nero · g7 pedone del nero · h7 pedone del nero · b6 alfiere del nero · c6 cavallo del nero · d6 pedone del nero · f6 cavallo del nero · e5 pedone del nero · c4 alfiere del bianco · e4 pedone del bianco · c3 cavallo del bianco · d3 pedone del bianco · e3 alfiere del bianco · f3 cavallo del bianco · a2 pedone del bianco · b2 pedone del bianco · c2 pedone del bianco · f2 pedone del bianco · g2 pedone del bianco · h2 pedone del bianco · a1 torre del bianco · d1 donna del bianco · e1 re del bianco · h1 torre del bianco | a8 torre del nero · c8 alfiere del nero · d8 donna del nero · e8 re del nero · h8 torre del nero · a7 pedone del nero · b7 pedone del nero · c7 pedone del nero · f7 pedone del nero · g7 pedone del nero · h7 pedone del nero · b6 alfiere del nero · c6 cavallo del nero · d6 pedone del nero · f6 cavallo del nero · e5 pedone del nero · c4 alfiere del bianco · e4 pedone del bianco · c3 cavallo del bianco · d3 pedone del bianco · e3 alfiere del bianco · f3 cavallo del bianco · a2 pedone del bianco · b2 pedone del bianco · c2 pedone del bianco · f2 pedone del bianco · g2 pedone del bianco · h2 pedone del bianco · a1 torre del bianco · d1 donna del bianco · e1 re del bianco · h1 torre del bianco | a8 torre del nero · c8 alfiere del nero · d8 donna del nero · e8 re del nero · h8 torre del nero · a7 pedone del nero · b7 pedone del nero · c7 pedone del nero · f7 pedone del nero · g7 pedone del nero · h7 pedone del nero · b6 alfiere del nero · c6 cavallo del nero · d6 pedone del nero · f6 cavallo del nero · e5 pedone del nero · c4 alfiere del bianco · e4 pedone del bianco · c3 cavallo del bianco · d3 pedone del bianco · e3 alfiere del bianco · f3 cavallo del bianco · a2 pedone del bianco · b2 pedone del bianco · c2 pedone del bianco · f2 pedone del bianco · g2 pedone del bianco · h2 pedone del bianco · a1 torre del bianco · d1 donna del bianco · e1 re del bianco · h1 torre del bianco | a8 torre del nero · c8 alfiere del nero · d8 donna del nero · e8 re del nero · h8 torre del nero · a7 pedone del nero · b7 pedone del nero · c7 pedone del nero · f7 pedone del nero · g7 pedone del nero · h7 pedone del nero · b6 alfiere del nero · c6 cavallo del nero · d6 pedone del nero · f6 cavallo del nero · e5 pedone del nero · c4 alfiere del bianco · e4 pedone del bianco · c3 cavallo del bianco · d3 pedone del bianco · e3 alfiere del bianco · f3 cavallo del bianco · a2 pedone del bianco · b2 pedone del bianco · c2 pedone del bianco · f2 pedone del bianco · g2 pedone del bianco · h2 pedone del bianco · a1 torre del bianco · d1 donna del bianco · e1 re del bianco · h1 torre del bianco | a8 torre del nero · c8 alfiere del nero · d8 donna del nero · e8 re del nero · h8 torre del nero · a7 pedone del nero · b7 pedone del nero · c7 pedone del nero · f7 pedone del nero · g7 pedone del nero · h7 pedone del nero · b6 alfiere del nero · c6 cavallo del nero · d6 pedone del nero · f6 cavallo del nero · e5 pedone del nero · c4 alfiere del bianco · e4 pedone del bianco · c3 cavallo del bianco · d3 pedone del bianco · e3 alfiere del bianco · f3 cavallo del bianco · a2 pedone del bianco · b2 pedone del bianco · c2 pedone del bianco · f2 pedone del bianco · g2 pedone del bianco · h2 pedone del bianco · a1 torre del bianco · d1 donna del bianco · e1 re del bianco · h1 torre del bianco | a8 torre del nero · c8 alfiere del nero · d8 donna del nero · e8 re del nero · h8 torre del nero · a7 pedone del nero · b7 pedone del nero · c7 pedone del nero · f7 pedone del nero · g7 pedone del nero · h7 pedone del nero · b6 alfiere del nero · c6 cavallo del nero · d6 pedone del nero · f6 cavallo del nero · e5 pedone del nero · c4 alfiere del bianco · e4 pedone del bianco · c3 cavallo del bianco · d3 pedone del bianco · e3 alfiere del bianco · f3 cavallo del bianco · a2 pedone del bianco · b2 pedone del bianco · c2 pedone del bianco · f2 pedone del bianco · g2 pedone del bianco · h2 pedone del bianco · a1 torre del bianco · d1 donna del bianco · e1 re del bianco · h1 torre del bianco | a8 torre del nero · c8 alfiere del nero · d8 donna del nero · e8 re del nero · h8 torre del nero · a7 pedone del nero · b7 pedone del nero · c7 pedone del nero · f7 pedone del nero · g7 pedone del nero · h7 pedone del nero · b6 alfiere del nero · c6 cavallo del nero · d6 pedone del nero · f6 cavallo del nero · e5 pedone del nero · c4 alfiere del bianco · e4 pedone del bianco · c3 cavallo del bianco · d3 pedone del bianco · e3 alfiere del bianco · f3 cavallo del bianco · a2 pedone del bianco · b2 pedone del bianco · c2 pedone del bianco · f2 pedone del bianco · g2 pedone del bianco · h2 pedone del bianco · a1 torre del bianco · d1 donna del bianco · e1 re del bianco · h1 torre del bianco | 6 |
| 5 | a8 torre del nero · c8 alfiere del nero · d8 donna del nero · e8 re del nero · h8 torre del nero · a7 pedone del nero · b7 pedone del nero · c7 pedone del nero · f7 pedone del nero · g7 pedone del nero · h7 pedone del nero · b6 alfiere del nero · c6 cavallo del nero · d6 pedone del nero · f6 cavallo del nero · e5 pedone del nero · c4 alfiere del bianco · e4 pedone del bianco · c3 cavallo del bianco · d3 pedone del bianco · e3 alfiere del bianco · f3 cavallo del bianco · a2 pedone del bianco · b2 pedone del bianco · c2 pedone del bianco · f2 pedone del bianco · g2 pedone del bianco · h2 pedone del bianco · a1 torre del bianco · d1 donna del bianco · e1 re del bianco · h1 torre del bianco | a8 torre del nero · c8 alfiere del nero · d8 donna del nero · e8 re del nero · h8 torre del nero · a7 pedone del nero · b7 pedone del nero · c7 pedone del nero · f7 pedone del nero · g7 pedone del nero · h7 pedone del nero · b6 alfiere del nero · c6 cavallo del nero · d6 pedone del nero · f6 cavallo del nero · e5 pedone del nero · c4 alfiere del bianco · e4 pedone del bianco · c3 cavallo del bianco · d3 pedone del bianco · e3 alfiere del bianco · f3 cavallo del bianco · a2 pedone del bianco · b2 pedone del bianco · c2 pedone del bianco · f2 pedone del bianco · g2 pedone del bianco · h2 pedone del bianco · a1 torre del bianco · d1 donna del bianco · e1 re del bianco · h1 torre del bianco | a8 torre del nero · c8 alfiere del nero · d8 donna del nero · e8 re del nero · h8 torre del nero · a7 pedone del nero · b7 pedone del nero · c7 pedone del nero · f7 pedone del nero · g7 pedone del nero · h7 pedone del nero · b6 alfiere del nero · c6 cavallo del nero · d6 pedone del nero · f6 cavallo del nero · e5 pedone del nero · c4 alfiere del bianco · e4 pedone del bianco · c3 cavallo del bianco · d3 pedone del bianco · e3 alfiere del bianco · f3 cavallo del bianco · a2 pedone del bianco · b2 pedone del bianco · c2 pedone del bianco · f2 pedone del bianco · g2 pedone del bianco · h2 pedone del bianco · a1 torre del bianco · d1 donna del bianco · e1 re del bianco · h1 torre del bianco | a8 torre del nero · c8 alfiere del nero · d8 donna del nero · e8 re del nero · h8 torre del nero · a7 pedone del nero · b7 pedone del nero · c7 pedone del nero · f7 pedone del nero · g7 pedone del nero · h7 pedone del nero · b6 alfiere del nero · c6 cavallo del nero · d6 pedone del nero · f6 cavallo del nero · e5 pedone del nero · c4 alfiere del bianco · e4 pedone del bianco · c3 cavallo del bianco · d3 pedone del bianco · e3 alfiere del bianco · f3 cavallo del bianco · a2 pedone del bianco · b2 pedone del bianco · c2 pedone del bianco · f2 pedone del bianco · g2 pedone del bianco · h2 pedone del bianco · a1 torre del bianco · d1 donna del bianco · e1 re del bianco · h1 torre del bianco | a8 torre del nero · c8 alfiere del nero · d8 donna del nero · e8 re del nero · h8 torre del nero · a7 pedone del nero · b7 pedone del nero · c7 pedone del nero · f7 pedone del nero · g7 pedone del nero · h7 pedone del nero · b6 alfiere del nero · c6 cavallo del nero · d6 pedone del nero · f6 cavallo del nero · e5 pedone del nero · c4 alfiere del bianco · e4 pedone del bianco · c3 cavallo del bianco · d3 pedone del bianco · e3 alfiere del bianco · f3 cavallo del bianco · a2 pedone del bianco · b2 pedone del bianco · c2 pedone del bianco · f2 pedone del bianco · g2 pedone del bianco · h2 pedone del bianco · a1 torre del bianco · d1 donna del bianco · e1 re del bianco · h1 torre del bianco | a8 torre del nero · c8 alfiere del nero · d8 donna del nero · e8 re del nero · h8 torre del nero · a7 pedone del nero · b7 pedone del nero · c7 pedone del nero · f7 pedone del nero · g7 pedone del nero · h7 pedone del nero · b6 alfiere del nero · c6 cavallo del nero · d6 pedone del nero · f6 cavallo del nero · e5 pedone del nero · c4 alfiere del bianco · e4 pedone del bianco · c3 cavallo del bianco · d3 pedone del bianco · e3 alfiere del bianco · f3 cavallo del bianco · a2 pedone del bianco · b2 pedone del bianco · c2 pedone del bianco · f2 pedone del bianco · g2 pedone del bianco · h2 pedone del bianco · a1 torre del bianco · d1 donna del bianco · e1 re del bianco · h1 torre del bianco | a8 torre del nero · c8 alfiere del nero · d8 donna del nero · e8 re del nero · h8 torre del nero · a7 pedone del nero · b7 pedone del nero · c7 pedone del nero · f7 pedone del nero · g7 pedone del nero · h7 pedone del nero · b6 alfiere del nero · c6 cavallo del nero · d6 pedone del nero · f6 cavallo del nero · e5 pedone del nero · c4 alfiere del bianco · e4 pedone del bianco · c3 cavallo del bianco · d3 pedone del bianco · e3 alfiere del bianco · f3 cavallo del bianco · a2 pedone del bianco · b2 pedone del bianco · c2 pedone del bianco · f2 pedone del bianco · g2 pedone del bianco · h2 pedone del bianco · a1 torre del bianco · d1 donna del bianco · e1 re del bianco · h1 torre del bianco | a8 torre del nero · c8 alfiere del nero · d8 donna del nero · e8 re del nero · h8 torre del nero · a7 pedone del nero · b7 pedone del nero · c7 pedone del nero · f7 pedone del nero · g7 pedone del nero · h7 pedone del nero · b6 alfiere del nero · c6 cavallo del nero · d6 pedone del nero · f6 cavallo del nero · e5 pedone del nero · c4 alfiere del bianco · e4 pedone del bianco · c3 cavallo del bianco · d3 pedone del bianco · e3 alfiere del bianco · f3 cavallo del bianco · a2 pedone del bianco · b2 pedone del bianco · c2 pedone del bianco · f2 pedone del bianco · g2 pedone del bianco · h2 pedone del bianco · a1 torre del bianco · d1 donna del bianco · e1 re del bianco · h1 torre del bianco | 5 |
| 4 | a8 torre del nero · c8 alfiere del nero · d8 donna del nero · e8 re del nero · h8 torre del nero · a7 pedone del nero · b7 pedone del nero · c7 pedone del nero · f7 pedone del nero · g7 pedone del nero · h7 pedone del nero · b6 alfiere del nero · c6 cavallo del nero · d6 pedone del nero · f6 cavallo del nero · e5 pedone del nero · c4 alfiere del bianco · e4 pedone del bianco · c3 cavallo del bianco · d3 pedone del bianco · e3 alfiere del bianco · f3 cavallo del bianco · a2 pedone del bianco · b2 pedone del bianco · c2 pedone del bianco · f2 pedone del bianco · g2 pedone del bianco · h2 pedone del bianco · a1 torre del bianco · d1 donna del bianco · e1 re del bianco · h1 torre del bianco | a8 torre del nero · c8 alfiere del nero · d8 donna del nero · e8 re del nero · h8 torre del nero · a7 pedone del nero · b7 pedone del nero · c7 pedone del nero · f7 pedone del nero · g7 pedone del nero · h7 pedone del nero · b6 alfiere del nero · c6 cavallo del nero · d6 pedone del nero · f6 cavallo del nero · e5 pedone del nero · c4 alfiere del bianco · e4 pedone del bianco · c3 cavallo del bianco · d3 pedone del bianco · e3 alfiere del bianco · f3 cavallo del bianco · a2 pedone del bianco · b2 pedone del bianco · c2 pedone del bianco · f2 pedone del bianco · g2 pedone del bianco · h2 pedone del bianco · a1 torre del bianco · d1 donna del bianco · e1 re del bianco · h1 torre del bianco | a8 torre del nero · c8 alfiere del nero · d8 donna del nero · e8 re del nero · h8 torre del nero · a7 pedone del nero · b7 pedone del nero · c7 pedone del nero · f7 pedone del nero · g7 pedone del nero · h7 pedone del nero · b6 alfiere del nero · c6 cavallo del nero · d6 pedone del nero · f6 cavallo del nero · e5 pedone del nero · c4 alfiere del bianco · e4 pedone del bianco · c3 cavallo del bianco · d3 pedone del bianco · e3 alfiere del bianco · f3 cavallo del bianco · a2 pedone del bianco · b2 pedone del bianco · c2 pedone del bianco · f2 pedone del bianco · g2 pedone del bianco · h2 pedone del bianco · a1 torre del bianco · d1 donna del bianco · e1 re del bianco · h1 torre del bianco | a8 torre del nero · c8 alfiere del nero · d8 donna del nero · e8 re del nero · h8 torre del nero · a7 pedone del nero · b7 pedone del nero · c7 pedone del nero · f7 pedone del nero · g7 pedone del nero · h7 pedone del nero · b6 alfiere del nero · c6 cavallo del nero · d6 pedone del nero · f6 cavallo del nero · e5 pedone del nero · c4 alfiere del bianco · e4 pedone del bianco · c3 cavallo del bianco · d3 pedone del bianco · e3 alfiere del bianco · f3 cavallo del bianco · a2 pedone del bianco · b2 pedone del bianco · c2 pedone del bianco · f2 pedone del bianco · g2 pedone del bianco · h2 pedone del bianco · a1 torre del bianco · d1 donna del bianco · e1 re del bianco · h1 torre del bianco | a8 torre del nero · c8 alfiere del nero · d8 donna del nero · e8 re del nero · h8 torre del nero · a7 pedone del nero · b7 pedone del nero · c7 pedone del nero · f7 pedone del nero · g7 pedone del nero · h7 pedone del nero · b6 alfiere del nero · c6 cavallo del nero · d6 pedone del nero · f6 cavallo del nero · e5 pedone del nero · c4 alfiere del bianco · e4 pedone del bianco · c3 cavallo del bianco · d3 pedone del bianco · e3 alfiere del bianco · f3 cavallo del bianco · a2 pedone del bianco · b2 pedone del bianco · c2 pedone del bianco · f2 pedone del bianco · g2 pedone del bianco · h2 pedone del bianco · a1 torre del bianco · d1 donna del bianco · e1 re del bianco · h1 torre del bianco | a8 torre del nero · c8 alfiere del nero · d8 donna del nero · e8 re del nero · h8 torre del nero · a7 pedone del nero · b7 pedone del nero · c7 pedone del nero · f7 pedone del nero · g7 pedone del nero · h7 pedone del nero · b6 alfiere del nero · c6 cavallo del nero · d6 pedone del nero · f6 cavallo del nero · e5 pedone del nero · c4 alfiere del bianco · e4 pedone del bianco · c3 cavallo del bianco · d3 pedone del bianco · e3 alfiere del bianco · f3 cavallo del bianco · a2 pedone del bianco · b2 pedone del bianco · c2 pedone del bianco · f2 pedone del bianco · g2 pedone del bianco · h2 pedone del bianco · a1 torre del bianco · d1 donna del bianco · e1 re del bianco · h1 torre del bianco | a8 torre del nero · c8 alfiere del nero · d8 donna del nero · e8 re del nero · h8 torre del nero · a7 pedone del nero · b7 pedone del nero · c7 pedone del nero · f7 pedone del nero · g7 pedone del nero · h7 pedone del nero · b6 alfiere del nero · c6 cavallo del nero · d6 pedone del nero · f6 cavallo del nero · e5 pedone del nero · c4 alfiere del bianco · e4 pedone del bianco · c3 cavallo del bianco · d3 pedone del bianco · e3 alfiere del bianco · f3 cavallo del bianco · a2 pedone del bianco · b2 pedone del bianco · c2 pedone del bianco · f2 pedone del bianco · g2 pedone del bianco · h2 pedone del bianco · a1 torre del bianco · d1 donna del bianco · e1 re del bianco · h1 torre del bianco | a8 torre del nero · c8 alfiere del nero · d8 donna del nero · e8 re del nero · h8 torre del nero · a7 pedone del nero · b7 pedone del nero · c7 pedone del nero · f7 pedone del nero · g7 pedone del nero · h7 pedone del nero · b6 alfiere del nero · c6 cavallo del nero · d6 pedone del nero · f6 cavallo del nero · e5 pedone del nero · c4 alfiere del bianco · e4 pedone del bianco · c3 cavallo del bianco · d3 pedone del bianco · e3 alfiere del bianco · f3 cavallo del bianco · a2 pedone del bianco · b2 pedone del bianco · c2 pedone del bianco · f2 pedone del bianco · g2 pedone del bianco · h2 pedone del bianco · a1 torre del bianco · d1 donna del bianco · e1 re del bianco · h1 torre del bianco | 4 |
| 3 | a8 torre del nero · c8 alfiere del nero · d8 donna del nero · e8 re del nero · h8 torre del nero · a7 pedone del nero · b7 pedone del nero · c7 pedone del nero · f7 pedone del nero · g7 pedone del nero · h7 pedone del nero · b6 alfiere del nero · c6 cavallo del nero · d6 pedone del nero · f6 cavallo del nero · e5 pedone del nero · c4 alfiere del bianco · e4 pedone del bianco · c3 cavallo del bianco · d3 pedone del bianco · e3 alfiere del bianco · f3 cavallo del bianco · a2 pedone del bianco · b2 pedone del bianco · c2 pedone del bianco · f2 pedone del bianco · g2 pedone del bianco · h2 pedone del bianco · a1 torre del bianco · d1 donna del bianco · e1 re del bianco · h1 torre del bianco | a8 torre del nero · c8 alfiere del nero · d8 donna del nero · e8 re del nero · h8 torre del nero · a7 pedone del nero · b7 pedone del nero · c7 pedone del nero · f7 pedone del nero · g7 pedone del nero · h7 pedone del nero · b6 alfiere del nero · c6 cavallo del nero · d6 pedone del nero · f6 cavallo del nero · e5 pedone del nero · c4 alfiere del bianco · e4 pedone del bianco · c3 cavallo del bianco · d3 pedone del bianco · e3 alfiere del bianco · f3 cavallo del bianco · a2 pedone del bianco · b2 pedone del bianco · c2 pedone del bianco · f2 pedone del bianco · g2 pedone del bianco · h2 pedone del bianco · a1 torre del bianco · d1 donna del bianco · e1 re del bianco · h1 torre del bianco | a8 torre del nero · c8 alfiere del nero · d8 donna del nero · e8 re del nero · h8 torre del nero · a7 pedone del nero · b7 pedone del nero · c7 pedone del nero · f7 pedone del nero · g7 pedone del nero · h7 pedone del nero · b6 alfiere del nero · c6 cavallo del nero · d6 pedone del nero · f6 cavallo del nero · e5 pedone del nero · c4 alfiere del bianco · e4 pedone del bianco · c3 cavallo del bianco · d3 pedone del bianco · e3 alfiere del bianco · f3 cavallo del bianco · a2 pedone del bianco · b2 pedone del bianco · c2 pedone del bianco · f2 pedone del bianco · g2 pedone del bianco · h2 pedone del bianco · a1 torre del bianco · d1 donna del bianco · e1 re del bianco · h1 torre del bianco | a8 torre del nero · c8 alfiere del nero · d8 donna del nero · e8 re del nero · h8 torre del nero · a7 pedone del nero · b7 pedone del nero · c7 pedone del nero · f7 pedone del nero · g7 pedone del nero · h7 pedone del nero · b6 alfiere del nero · c6 cavallo del nero · d6 pedone del nero · f6 cavallo del nero · e5 pedone del nero · c4 alfiere del bianco · e4 pedone del bianco · c3 cavallo del bianco · d3 pedone del bianco · e3 alfiere del bianco · f3 cavallo del bianco · a2 pedone del bianco · b2 pedone del bianco · c2 pedone del bianco · f2 pedone del bianco · g2 pedone del bianco · h2 pedone del bianco · a1 torre del bianco · d1 donna del bianco · e1 re del bianco · h1 torre del bianco | a8 torre del nero · c8 alfiere del nero · d8 donna del nero · e8 re del nero · h8 torre del nero · a7 pedone del nero · b7 pedone del nero · c7 pedone del nero · f7 pedone del nero · g7 pedone del nero · h7 pedone del nero · b6 alfiere del nero · c6 cavallo del nero · d6 pedone del nero · f6 cavallo del nero · e5 pedone del nero · c4 alfiere del bianco · e4 pedone del bianco · c3 cavallo del bianco · d3 pedone del bianco · e3 alfiere del bianco · f3 cavallo del bianco · a2 pedone del bianco · b2 pedone del bianco · c2 pedone del bianco · f2 pedone del bianco · g2 pedone del bianco · h2 pedone del bianco · a1 torre del bianco · d1 donna del bianco · e1 re del bianco · h1 torre del bianco | a8 torre del nero · c8 alfiere del nero · d8 donna del nero · e8 re del nero · h8 torre del nero · a7 pedone del nero · b7 pedone del nero · c7 pedone del nero · f7 pedone del nero · g7 pedone del nero · h7 pedone del nero · b6 alfiere del nero · c6 cavallo del nero · d6 pedone del nero · f6 cavallo del nero · e5 pedone del nero · c4 alfiere del bianco · e4 pedone del bianco · c3 cavallo del bianco · d3 pedone del bianco · e3 alfiere del bianco · f3 cavallo del bianco · a2 pedone del bianco · b2 pedone del bianco · c2 pedone del bianco · f2 pedone del bianco · g2 pedone del bianco · h2 pedone del bianco · a1 torre del bianco · d1 donna del bianco · e1 re del bianco · h1 torre del bianco | a8 torre del nero · c8 alfiere del nero · d8 donna del nero · e8 re del nero · h8 torre del nero · a7 pedone del nero · b7 pedone del nero · c7 pedone del nero · f7 pedone del nero · g7 pedone del nero · h7 pedone del nero · b6 alfiere del nero · c6 cavallo del nero · d6 pedone del nero · f6 cavallo del nero · e5 pedone del nero · c4 alfiere del bianco · e4 pedone del bianco · c3 cavallo del bianco · d3 pedone del bianco · e3 alfiere del bianco · f3 cavallo del bianco · a2 pedone del bianco · b2 pedone del bianco · c2 pedone del bianco · f2 pedone del bianco · g2 pedone del bianco · h2 pedone del bianco · a1 torre del bianco · d1 donna del bianco · e1 re del bianco · h1 torre del bianco | a8 torre del nero · c8 alfiere del nero · d8 donna del nero · e8 re del nero · h8 torre del nero · a7 pedone del nero · b7 pedone del nero · c7 pedone del nero · f7 pedone del nero · g7 pedone del nero · h7 pedone del nero · b6 alfiere del nero · c6 cavallo del nero · d6 pedone del nero · f6 cavallo del nero · e5 pedone del nero · c4 alfiere del bianco · e4 pedone del bianco · c3 cavallo del bianco · d3 pedone del bianco · e3 alfiere del bianco · f3 cavallo del bianco · a2 pedone del bianco · b2 pedone del bianco · c2 pedone del bianco · f2 pedone del bianco · g2 pedone del bianco · h2 pedone del bianco · a1 torre del bianco · d1 donna del bianco · e1 re del bianco · h1 torre del bianco | 3 |
| 2 | a8 torre del nero · c8 alfiere del nero · d8 donna del nero · e8 re del nero · h8 torre del nero · a7 pedone del nero · b7 pedone del nero · c7 pedone del nero · f7 pedone del nero · g7 pedone del nero · h7 pedone del nero · b6 alfiere del nero · c6 cavallo del nero · d6 pedone del nero · f6 cavallo del nero · e5 pedone del nero · c4 alfiere del bianco · e4 pedone del bianco · c3 cavallo del bianco · d3 pedone del bianco · e3 alfiere del bianco · f3 cavallo del bianco · a2 pedone del bianco · b2 pedone del bianco · c2 pedone del bianco · f2 pedone del bianco · g2 pedone del bianco · h2 pedone del bianco · a1 torre del bianco · d1 donna del bianco · e1 re del bianco · h1 torre del bianco | a8 torre del nero · c8 alfiere del nero · d8 donna del nero · e8 re del nero · h8 torre del nero · a7 pedone del nero · b7 pedone del nero · c7 pedone del nero · f7 pedone del nero · g7 pedone del nero · h7 pedone del nero · b6 alfiere del nero · c6 cavallo del nero · d6 pedone del nero · f6 cavallo del nero · e5 pedone del nero · c4 alfiere del bianco · e4 pedone del bianco · c3 cavallo del bianco · d3 pedone del bianco · e3 alfiere del bianco · f3 cavallo del bianco · a2 pedone del bianco · b2 pedone del bianco · c2 pedone del bianco · f2 pedone del bianco · g2 pedone del bianco · h2 pedone del bianco · a1 torre del bianco · d1 donna del bianco · e1 re del bianco · h1 torre del bianco | a8 torre del nero · c8 alfiere del nero · d8 donna del nero · e8 re del nero · h8 torre del nero · a7 pedone del nero · b7 pedone del nero · c7 pedone del nero · f7 pedone del nero · g7 pedone del nero · h7 pedone del nero · b6 alfiere del nero · c6 cavallo del nero · d6 pedone del nero · f6 cavallo del nero · e5 pedone del nero · c4 alfiere del bianco · e4 pedone del bianco · c3 cavallo del bianco · d3 pedone del bianco · e3 alfiere del bianco · f3 cavallo del bianco · a2 pedone del bianco · b2 pedone del bianco · c2 pedone del bianco · f2 pedone del bianco · g2 pedone del bianco · h2 pedone del bianco · a1 torre del bianco · d1 donna del bianco · e1 re del bianco · h1 torre del bianco | a8 torre del nero · c8 alfiere del nero · d8 donna del nero · e8 re del nero · h8 torre del nero · a7 pedone del nero · b7 pedone del nero · c7 pedone del nero · f7 pedone del nero · g7 pedone del nero · h7 pedone del nero · b6 alfiere del nero · c6 cavallo del nero · d6 pedone del nero · f6 cavallo del nero · e5 pedone del nero · c4 alfiere del bianco · e4 pedone del bianco · c3 cavallo del bianco · d3 pedone del bianco · e3 alfiere del bianco · f3 cavallo del bianco · a2 pedone del bianco · b2 pedone del bianco · c2 pedone del bianco · f2 pedone del bianco · g2 pedone del bianco · h2 pedone del bianco · a1 torre del bianco · d1 donna del bianco · e1 re del bianco · h1 torre del bianco | a8 torre del nero · c8 alfiere del nero · d8 donna del nero · e8 re del nero · h8 torre del nero · a7 pedone del nero · b7 pedone del nero · c7 pedone del nero · f7 pedone del nero · g7 pedone del nero · h7 pedone del nero · b6 alfiere del nero · c6 cavallo del nero · d6 pedone del nero · f6 cavallo del nero · e5 pedone del nero · c4 alfiere del bianco · e4 pedone del bianco · c3 cavallo del bianco · d3 pedone del bianco · e3 alfiere del bianco · f3 cavallo del bianco · a2 pedone del bianco · b2 pedone del bianco · c2 pedone del bianco · f2 pedone del bianco · g2 pedone del bianco · h2 pedone del bianco · a1 torre del bianco · d1 donna del bianco · e1 re del bianco · h1 torre del bianco | a8 torre del nero · c8 alfiere del nero · d8 donna del nero · e8 re del nero · h8 torre del nero · a7 pedone del nero · b7 pedone del nero · c7 pedone del nero · f7 pedone del nero · g7 pedone del nero · h7 pedone del nero · b6 alfiere del nero · c6 cavallo del nero · d6 pedone del nero · f6 cavallo del nero · e5 pedone del nero · c4 alfiere del bianco · e4 pedone del bianco · c3 cavallo del bianco · d3 pedone del bianco · e3 alfiere del bianco · f3 cavallo del bianco · a2 pedone del bianco · b2 pedone del bianco · c2 pedone del bianco · f2 pedone del bianco · g2 pedone del bianco · h2 pedone del bianco · a1 torre del bianco · d1 donna del bianco · e1 re del bianco · h1 torre del bianco | a8 torre del nero · c8 alfiere del nero · d8 donna del nero · e8 re del nero · h8 torre del nero · a7 pedone del nero · b7 pedone del nero · c7 pedone del nero · f7 pedone del nero · g7 pedone del nero · h7 pedone del nero · b6 alfiere del nero · c6 cavallo del nero · d6 pedone del nero · f6 cavallo del nero · e5 pedone del nero · c4 alfiere del bianco · e4 pedone del bianco · c3 cavallo del bianco · d3 pedone del bianco · e3 alfiere del bianco · f3 cavallo del bianco · a2 pedone del bianco · b2 pedone del bianco · c2 pedone del bianco · f2 pedone del bianco · g2 pedone del bianco · h2 pedone del bianco · a1 torre del bianco · d1 donna del bianco · e1 re del bianco · h1 torre del bianco | a8 torre del nero · c8 alfiere del nero · d8 donna del nero · e8 re del nero · h8 torre del nero · a7 pedone del nero · b7 pedone del nero · c7 pedone del nero · f7 pedone del nero · g7 pedone del nero · h7 pedone del nero · b6 alfiere del nero · c6 cavallo del nero · d6 pedone del nero · f6 cavallo del nero · e5 pedone del nero · c4 alfiere del bianco · e4 pedone del bianco · c3 cavallo del bianco · d3 pedone del bianco · e3 alfiere del bianco · f3 cavallo del bianco · a2 pedone del bianco · b2 pedone del bianco · c2 pedone del bianco · f2 pedone del bianco · g2 pedone del bianco · h2 pedone del bianco · a1 torre del bianco · d1 donna del bianco · e1 re del bianco · h1 torre del bianco | 2 |
| 1 | a8 torre del nero · c8 alfiere del nero · d8 donna del nero · e8 re del nero · h8 torre del nero · a7 pedone del nero · b7 pedone del nero · c7 pedone del nero · f7 pedone del nero · g7 pedone del nero · h7 pedone del nero · b6 alfiere del nero · c6 cavallo del nero · d6 pedone del nero · f6 cavallo del nero · e5 pedone del nero · c4 alfiere del bianco · e4 pedone del bianco · c3 cavallo del bianco · d3 pedone del bianco · e3 alfiere del bianco · f3 cavallo del bianco · a2 pedone del bianco · b2 pedone del bianco · c2 pedone del bianco · f2 pedone del bianco · g2 pedone del bianco · h2 pedone del bianco · a1 torre del bianco · d1 donna del bianco · e1 re del bianco · h1 torre del bianco | a8 torre del nero · c8 alfiere del nero · d8 donna del nero · e8 re del nero · h8 torre del nero · a7 pedone del nero · b7 pedone del nero · c7 pedone del nero · f7 pedone del nero · g7 pedone del nero · h7 pedone del nero · b6 alfiere del nero · c6 cavallo del nero · d6 pedone del nero · f6 cavallo del nero · e5 pedone del nero · c4 alfiere del bianco · e4 pedone del bianco · c3 cavallo del bianco · d3 pedone del bianco · e3 alfiere del bianco · f3 cavallo del bianco · a2 pedone del bianco · b2 pedone del bianco · c2 pedone del bianco · f2 pedone del bianco · g2 pedone del bianco · h2 pedone del bianco · a1 torre del bianco · d1 donna del bianco · e1 re del bianco · h1 torre del bianco | a8 torre del nero · c8 alfiere del nero · d8 donna del nero · e8 re del nero · h8 torre del nero · a7 pedone del nero · b7 pedone del nero · c7 pedone del nero · f7 pedone del nero · g7 pedone del nero · h7 pedone del nero · b6 alfiere del nero · c6 cavallo del nero · d6 pedone del nero · f6 cavallo del nero · e5 pedone del nero · c4 alfiere del bianco · e4 pedone del bianco · c3 cavallo del bianco · d3 pedone del bianco · e3 alfiere del bianco · f3 cavallo del bianco · a2 pedone del bianco · b2 pedone del bianco · c2 pedone del bianco · f2 pedone del bianco · g2 pedone del bianco · h2 pedone del bianco · a1 torre del bianco · d1 donna del bianco · e1 re del bianco · h1 torre del bianco | a8 torre del nero · c8 alfiere del nero · d8 donna del nero · e8 re del nero · h8 torre del nero · a7 pedone del nero · b7 pedone del nero · c7 pedone del nero · f7 pedone del nero · g7 pedone del nero · h7 pedone del nero · b6 alfiere del nero · c6 cavallo del nero · d6 pedone del nero · f6 cavallo del nero · e5 pedone del nero · c4 alfiere del bianco · e4 pedone del bianco · c3 cavallo del bianco · d3 pedone del bianco · e3 alfiere del bianco · f3 cavallo del bianco · a2 pedone del bianco · b2 pedone del bianco · c2 pedone del bianco · f2 pedone del bianco · g2 pedone del bianco · h2 pedone del bianco · a1 torre del bianco · d1 donna del bianco · e1 re del bianco · h1 torre del bianco | a8 torre del nero · c8 alfiere del nero · d8 donna del nero · e8 re del nero · h8 torre del nero · a7 pedone del nero · b7 pedone del nero · c7 pedone del nero · f7 pedone del nero · g7 pedone del nero · h7 pedone del nero · b6 alfiere del nero · c6 cavallo del nero · d6 pedone del nero · f6 cavallo del nero · e5 pedone del nero · c4 alfiere del bianco · e4 pedone del bianco · c3 cavallo del bianco · d3 pedone del bianco · e3 alfiere del bianco · f3 cavallo del bianco · a2 pedone del bianco · b2 pedone del bianco · c2 pedone del bianco · f2 pedone del bianco · g2 pedone del bianco · h2 pedone del bianco · a1 torre del bianco · d1 donna del bianco · e1 re del bianco · h1 torre del bianco | a8 torre del nero · c8 alfiere del nero · d8 donna del nero · e8 re del nero · h8 torre del nero · a7 pedone del nero · b7 pedone del nero · c7 pedone del nero · f7 pedone del nero · g7 pedone del nero · h7 pedone del nero · b6 alfiere del nero · c6 cavallo del nero · d6 pedone del nero · f6 cavallo del nero · e5 pedone del nero · c4 alfiere del bianco · e4 pedone del bianco · c3 cavallo del bianco · d3 pedone del bianco · e3 alfiere del bianco · f3 cavallo del bianco · a2 pedone del bianco · b2 pedone del bianco · c2 pedone del bianco · f2 pedone del bianco · g2 pedone del bianco · h2 pedone del bianco · a1 torre del bianco · d1 donna del bianco · e1 re del bianco · h1 torre del bianco | a8 torre del nero · c8 alfiere del nero · d8 donna del nero · e8 re del nero · h8 torre del nero · a7 pedone del nero · b7 pedone del nero · c7 pedone del nero · f7 pedone del nero · g7 pedone del nero · h7 pedone del nero · b6 alfiere del nero · c6 cavallo del nero · d6 pedone del nero · f6 cavallo del nero · e5 pedone del nero · c4 alfiere del bianco · e4 pedone del bianco · c3 cavallo del bianco · d3 pedone del bianco · e3 alfiere del bianco · f3 cavallo del bianco · a2 pedone del bianco · b2 pedone del bianco · c2 pedone del bianco · f2 pedone del bianco · g2 pedone del bianco · h2 pedone del bianco · a1 torre del bianco · d1 donna del bianco · e1 re del bianco · h1 torre del bianco | a8 torre del nero · c8 alfiere del nero · d8 donna del nero · e8 re del nero · h8 torre del nero · a7 pedone del nero · b7 pedone del nero · c7 pedone del nero · f7 pedone del nero · g7 pedone del nero · h7 pedone del nero · b6 alfiere del nero · c6 cavallo del nero · d6 pedone del nero · f6 cavallo del nero · e5 pedone del nero · c4 alfiere del bianco · e4 pedone del bianco · c3 cavallo del bianco · d3 pedone del bianco · e3 alfiere del bianco · f3 cavallo del bianco · a2 pedone del bianco · b2 pedone del bianco · c2 pedone del bianco · f2 pedone del bianco · g2 pedone del bianco · h2 pedone del bianco · a1 torre del bianco · d1 donna del bianco · e1 re del bianco · h1 torre del bianco | 1 |
|   | a | b | c | d | e | f | g | h |   |

|   | a | b | c | d | e | f | g | h |   |
| 8 | a8 torre del nero · c8 alfiere del nero · d8 donna del nero · e8 re del nero · h8 torre del nero · a7 pedone del nero · b7 pedone del nero · c7 pedone del nero · f7 pedone del nero · g7 pedone del nero · h7 pedone del nero · c6 cavallo del nero · d6 pedone del nero · f6 cavallo del nero · e5 pedone del nero · c4 alfiere del bianco · e4 pedone del bianco · c3 cavallo del bianco · d3 pedone del bianco · e3 alfiere del nero · f3 cavallo del bianco · a2 pedone del bianco · b2 pedone del bianco · c2 pedone del bianco · f2 pedone del bianco · g2 pedone del bianco · h2 pedone del bianco · a1 torre del bianco · d1 donna del bianco · e1 re del bianco · h1 torre del bianco | a8 torre del nero · c8 alfiere del nero · d8 donna del nero · e8 re del nero · h8 torre del nero · a7 pedone del nero · b7 pedone del nero · c7 pedone del nero · f7 pedone del nero · g7 pedone del nero · h7 pedone del nero · c6 cavallo del nero · d6 pedone del nero · f6 cavallo del nero · e5 pedone del nero · c4 alfiere del bianco · e4 pedone del bianco · c3 cavallo del bianco · d3 pedone del bianco · e3 alfiere del nero · f3 cavallo del bianco · a2 pedone del bianco · b2 pedone del bianco · c2 pedone del bianco · f2 pedone del bianco · g2 pedone del bianco · h2 pedone del bianco · a1 torre del bianco · d1 donna del bianco · e1 re del bianco · h1 torre del bianco | a8 torre del nero · c8 alfiere del nero · d8 donna del nero · e8 re del nero · h8 torre del nero · a7 pedone del nero · b7 pedone del nero · c7 pedone del nero · f7 pedone del nero · g7 pedone del nero · h7 pedone del nero · c6 cavallo del nero · d6 pedone del nero · f6 cavallo del nero · e5 pedone del nero · c4 alfiere del bianco · e4 pedone del bianco · c3 cavallo del bianco · d3 pedone del bianco · e3 alfiere del nero · f3 cavallo del bianco · a2 pedone del bianco · b2 pedone del bianco · c2 pedone del bianco · f2 pedone del bianco · g2 pedone del bianco · h2 pedone del bianco · a1 torre del bianco · d1 donna del bianco · e1 re del bianco · h1 torre del bianco | a8 torre del nero · c8 alfiere del nero · d8 donna del nero · e8 re del nero · h8 torre del nero · a7 pedone del nero · b7 pedone del nero · c7 pedone del nero · f7 pedone del nero · g7 pedone del nero · h7 pedone del nero · c6 cavallo del nero · d6 pedone del nero · f6 cavallo del nero · e5 pedone del nero · c4 alfiere del bianco · e4 pedone del bianco · c3 cavallo del bianco · d3 pedone del bianco · e3 alfiere del nero · f3 cavallo del bianco · a2 pedone del bianco · b2 pedone del bianco · c2 pedone del bianco · f2 pedone del bianco · g2 pedone del bianco · h2 pedone del bianco · a1 torre del bianco · d1 donna del bianco · e1 re del bianco · h1 torre del bianco | a8 torre del nero · c8 alfiere del nero · d8 donna del nero · e8 re del nero · h8 torre del nero · a7 pedone del nero · b7 pedone del nero · c7 pedone del nero · f7 pedone del nero · g7 pedone del nero · h7 pedone del nero · c6 cavallo del nero · d6 pedone del nero · f6 cavallo del nero · e5 pedone del nero · c4 alfiere del bianco · e4 pedone del bianco · c3 cavallo del bianco · d3 pedone del bianco · e3 alfiere del nero · f3 cavallo del bianco · a2 pedone del bianco · b2 pedone del bianco · c2 pedone del bianco · f2 pedone del bianco · g2 pedone del bianco · h2 pedone del bianco · a1 torre del bianco · d1 donna del bianco · e1 re del bianco · h1 torre del bianco | a8 torre del nero · c8 alfiere del nero · d8 donna del nero · e8 re del nero · h8 torre del nero · a7 pedone del nero · b7 pedone del nero · c7 pedone del nero · f7 pedone del nero · g7 pedone del nero · h7 pedone del nero · c6 cavallo del nero · d6 pedone del nero · f6 cavallo del nero · e5 pedone del nero · c4 alfiere del bianco · e4 pedone del bianco · c3 cavallo del bianco · d3 pedone del bianco · e3 alfiere del nero · f3 cavallo del bianco · a2 pedone del bianco · b2 pedone del bianco · c2 pedone del bianco · f2 pedone del bianco · g2 pedone del bianco · h2 pedone del bianco · a1 torre del bianco · d1 donna del bianco · e1 re del bianco · h1 torre del bianco | a8 torre del nero · c8 alfiere del nero · d8 donna del nero · e8 re del nero · h8 torre del nero · a7 pedone del nero · b7 pedone del nero · c7 pedone del nero · f7 pedone del nero · g7 pedone del nero · h7 pedone del nero · c6 cavallo del nero · d6 pedone del nero · f6 cavallo del nero · e5 pedone del nero · c4 alfiere del bianco · e4 pedone del bianco · c3 cavallo del bianco · d3 pedone del bianco · e3 alfiere del nero · f3 cavallo del bianco · a2 pedone del bianco · b2 pedone del bianco · c2 pedone del bianco · f2 pedone del bianco · g2 pedone del bianco · h2 pedone del bianco · a1 torre del bianco · d1 donna del bianco · e1 re del bianco · h1 torre del bianco | a8 torre del nero · c8 alfiere del nero · d8 donna del nero · e8 re del nero · h8 torre del nero · a7 pedone del nero · b7 pedone del nero · c7 pedone del nero · f7 pedone del nero · g7 pedone del nero · h7 pedone del nero · c6 cavallo del nero · d6 pedone del nero · f6 cavallo del nero · e5 pedone del nero · c4 alfiere del bianco · e4 pedone del bianco · c3 cavallo del bianco · d3 pedone del bianco · e3 alfiere del nero · f3 cavallo del bianco · a2 pedone del bianco · b2 pedone del bianco · c2 pedone del bianco · f2 pedone del bianco · g2 pedone del bianco · h2 pedone del bianco · a1 torre del bianco · d1 donna del bianco · e1 re del bianco · h1 torre del bianco | 8 |
| 7 | a8 torre del nero · c8 alfiere del nero · d8 donna del nero · e8 re del nero · h8 torre del nero · a7 pedone del nero · b7 pedone del nero · c7 pedone del nero · f7 pedone del nero · g7 pedone del nero · h7 pedone del nero · c6 cavallo del nero · d6 pedone del nero · f6 cavallo del nero · e5 pedone del nero · c4 alfiere del bianco · e4 pedone del bianco · c3 cavallo del bianco · d3 pedone del bianco · e3 alfiere del nero · f3 cavallo del bianco · a2 pedone del bianco · b2 pedone del bianco · c2 pedone del bianco · f2 pedone del bianco · g2 pedone del bianco · h2 pedone del bianco · a1 torre del bianco · d1 donna del bianco · e1 re del bianco · h1 torre del bianco | a8 torre del nero · c8 alfiere del nero · d8 donna del nero · e8 re del nero · h8 torre del nero · a7 pedone del nero · b7 pedone del nero · c7 pedone del nero · f7 pedone del nero · g7 pedone del nero · h7 pedone del nero · c6 cavallo del nero · d6 pedone del nero · f6 cavallo del nero · e5 pedone del nero · c4 alfiere del bianco · e4 pedone del bianco · c3 cavallo del bianco · d3 pedone del bianco · e3 alfiere del nero · f3 cavallo del bianco · a2 pedone del bianco · b2 pedone del bianco · c2 pedone del bianco · f2 pedone del bianco · g2 pedone del bianco · h2 pedone del bianco · a1 torre del bianco · d1 donna del bianco · e1 re del bianco · h1 torre del bianco | a8 torre del nero · c8 alfiere del nero · d8 donna del nero · e8 re del nero · h8 torre del nero · a7 pedone del nero · b7 pedone del nero · c7 pedone del nero · f7 pedone del nero · g7 pedone del nero · h7 pedone del nero · c6 cavallo del nero · d6 pedone del nero · f6 cavallo del nero · e5 pedone del nero · c4 alfiere del bianco · e4 pedone del bianco · c3 cavallo del bianco · d3 pedone del bianco · e3 alfiere del nero · f3 cavallo del bianco · a2 pedone del bianco · b2 pedone del bianco · c2 pedone del bianco · f2 pedone del bianco · g2 pedone del bianco · h2 pedone del bianco · a1 torre del bianco · d1 donna del bianco · e1 re del bianco · h1 torre del bianco | a8 torre del nero · c8 alfiere del nero · d8 donna del nero · e8 re del nero · h8 torre del nero · a7 pedone del nero · b7 pedone del nero · c7 pedone del nero · f7 pedone del nero · g7 pedone del nero · h7 pedone del nero · c6 cavallo del nero · d6 pedone del nero · f6 cavallo del nero · e5 pedone del nero · c4 alfiere del bianco · e4 pedone del bianco · c3 cavallo del bianco · d3 pedone del bianco · e3 alfiere del nero · f3 cavallo del bianco · a2 pedone del bianco · b2 pedone del bianco · c2 pedone del bianco · f2 pedone del bianco · g2 pedone del bianco · h2 pedone del bianco · a1 torre del bianco · d1 donna del bianco · e1 re del bianco · h1 torre del bianco | a8 torre del nero · c8 alfiere del nero · d8 donna del nero · e8 re del nero · h8 torre del nero · a7 pedone del nero · b7 pedone del nero · c7 pedone del nero · f7 pedone del nero · g7 pedone del nero · h7 pedone del nero · c6 cavallo del nero · d6 pedone del nero · f6 cavallo del nero · e5 pedone del nero · c4 alfiere del bianco · e4 pedone del bianco · c3 cavallo del bianco · d3 pedone del bianco · e3 alfiere del nero · f3 cavallo del bianco · a2 pedone del bianco · b2 pedone del bianco · c2 pedone del bianco · f2 pedone del bianco · g2 pedone del bianco · h2 pedone del bianco · a1 torre del bianco · d1 donna del bianco · e1 re del bianco · h1 torre del bianco | a8 torre del nero · c8 alfiere del nero · d8 donna del nero · e8 re del nero · h8 torre del nero · a7 pedone del nero · b7 pedone del nero · c7 pedone del nero · f7 pedone del nero · g7 pedone del nero · h7 pedone del nero · c6 cavallo del nero · d6 pedone del nero · f6 cavallo del nero · e5 pedone del nero · c4 alfiere del bianco · e4 pedone del bianco · c3 cavallo del bianco · d3 pedone del bianco · e3 alfiere del nero · f3 cavallo del bianco · a2 pedone del bianco · b2 pedone del bianco · c2 pedone del bianco · f2 pedone del bianco · g2 pedone del bianco · h2 pedone del bianco · a1 torre del bianco · d1 donna del bianco · e1 re del bianco · h1 torre del bianco | a8 torre del nero · c8 alfiere del nero · d8 donna del nero · e8 re del nero · h8 torre del nero · a7 pedone del nero · b7 pedone del nero · c7 pedone del nero · f7 pedone del nero · g7 pedone del nero · h7 pedone del nero · c6 cavallo del nero · d6 pedone del nero · f6 cavallo del nero · e5 pedone del nero · c4 alfiere del bianco · e4 pedone del bianco · c3 cavallo del bianco · d3 pedone del bianco · e3 alfiere del nero · f3 cavallo del bianco · a2 pedone del bianco · b2 pedone del bianco · c2 pedone del bianco · f2 pedone del bianco · g2 pedone del bianco · h2 pedone del bianco · a1 torre del bianco · d1 donna del bianco · e1 re del bianco · h1 torre del bianco | a8 torre del nero · c8 alfiere del nero · d8 donna del nero · e8 re del nero · h8 torre del nero · a7 pedone del nero · b7 pedone del nero · c7 pedone del nero · f7 pedone del nero · g7 pedone del nero · h7 pedone del nero · c6 cavallo del nero · d6 pedone del nero · f6 cavallo del nero · e5 pedone del nero · c4 alfiere del bianco · e4 pedone del bianco · c3 cavallo del bianco · d3 pedone del bianco · e3 alfiere del nero · f3 cavallo del bianco · a2 pedone del bianco · b2 pedone del bianco · c2 pedone del bianco · f2 pedone del bianco · g2 pedone del bianco · h2 pedone del bianco · a1 torre del bianco · d1 donna del bianco · e1 re del bianco · h1 torre del bianco | 7 |
| 6 | a8 torre del nero · c8 alfiere del nero · d8 donna del nero · e8 re del nero · h8 torre del nero · a7 pedone del nero · b7 pedone del nero · c7 pedone del nero · f7 pedone del nero · g7 pedone del nero · h7 pedone del nero · c6 cavallo del nero · d6 pedone del nero · f6 cavallo del nero · e5 pedone del nero · c4 alfiere del bianco · e4 pedone del bianco · c3 cavallo del bianco · d3 pedone del bianco · e3 alfiere del nero · f3 cavallo del bianco · a2 pedone del bianco · b2 pedone del bianco · c2 pedone del bianco · f2 pedone del bianco · g2 pedone del bianco · h2 pedone del bianco · a1 torre del bianco · d1 donna del bianco · e1 re del bianco · h1 torre del bianco | a8 torre del nero · c8 alfiere del nero · d8 donna del nero · e8 re del nero · h8 torre del nero · a7 pedone del nero · b7 pedone del nero · c7 pedone del nero · f7 pedone del nero · g7 pedone del nero · h7 pedone del nero · c6 cavallo del nero · d6 pedone del nero · f6 cavallo del nero · e5 pedone del nero · c4 alfiere del bianco · e4 pedone del bianco · c3 cavallo del bianco · d3 pedone del bianco · e3 alfiere del nero · f3 cavallo del bianco · a2 pedone del bianco · b2 pedone del bianco · c2 pedone del bianco · f2 pedone del bianco · g2 pedone del bianco · h2 pedone del bianco · a1 torre del bianco · d1 donna del bianco · e1 re del bianco · h1 torre del bianco | a8 torre del nero · c8 alfiere del nero · d8 donna del nero · e8 re del nero · h8 torre del nero · a7 pedone del nero · b7 pedone del nero · c7 pedone del nero · f7 pedone del nero · g7 pedone del nero · h7 pedone del nero · c6 cavallo del nero · d6 pedone del nero · f6 cavallo del nero · e5 pedone del nero · c4 alfiere del bianco · e4 pedone del bianco · c3 cavallo del bianco · d3 pedone del bianco · e3 alfiere del nero · f3 cavallo del bianco · a2 pedone del bianco · b2 pedone del bianco · c2 pedone del bianco · f2 pedone del bianco · g2 pedone del bianco · h2 pedone del bianco · a1 torre del bianco · d1 donna del bianco · e1 re del bianco · h1 torre del bianco | a8 torre del nero · c8 alfiere del nero · d8 donna del nero · e8 re del nero · h8 torre del nero · a7 pedone del nero · b7 pedone del nero · c7 pedone del nero · f7 pedone del nero · g7 pedone del nero · h7 pedone del nero · c6 cavallo del nero · d6 pedone del nero · f6 cavallo del nero · e5 pedone del nero · c4 alfiere del bianco · e4 pedone del bianco · c3 cavallo del bianco · d3 pedone del bianco · e3 alfiere del nero · f3 cavallo del bianco · a2 pedone del bianco · b2 pedone del bianco · c2 pedone del bianco · f2 pedone del bianco · g2 pedone del bianco · h2 pedone del bianco · a1 torre del bianco · d1 donna del bianco · e1 re del bianco · h1 torre del bianco | a8 torre del nero · c8 alfiere del nero · d8 donna del nero · e8 re del nero · h8 torre del nero · a7 pedone del nero · b7 pedone del nero · c7 pedone del nero · f7 pedone del nero · g7 pedone del nero · h7 pedone del nero · c6 cavallo del nero · d6 pedone del nero · f6 cavallo del nero · e5 pedone del nero · c4 alfiere del bianco · e4 pedone del bianco · c3 cavallo del bianco · d3 pedone del bianco · e3 alfiere del nero · f3 cavallo del bianco · a2 pedone del bianco · b2 pedone del bianco · c2 pedone del bianco · f2 pedone del bianco · g2 pedone del bianco · h2 pedone del bianco · a1 torre del bianco · d1 donna del bianco · e1 re del bianco · h1 torre del bianco | a8 torre del nero · c8 alfiere del nero · d8 donna del nero · e8 re del nero · h8 torre del nero · a7 pedone del nero · b7 pedone del nero · c7 pedone del nero · f7 pedone del nero · g7 pedone del nero · h7 pedone del nero · c6 cavallo del nero · d6 pedone del nero · f6 cavallo del nero · e5 pedone del nero · c4 alfiere del bianco · e4 pedone del bianco · c3 cavallo del bianco · d3 pedone del bianco · e3 alfiere del nero · f3 cavallo del bianco · a2 pedone del bianco · b2 pedone del bianco · c2 pedone del bianco · f2 pedone del bianco · g2 pedone del bianco · h2 pedone del bianco · a1 torre del bianco · d1 donna del bianco · e1 re del bianco · h1 torre del bianco | a8 torre del nero · c8 alfiere del nero · d8 donna del nero · e8 re del nero · h8 torre del nero · a7 pedone del nero · b7 pedone del nero · c7 pedone del nero · f7 pedone del nero · g7 pedone del nero · h7 pedone del nero · c6 cavallo del nero · d6 pedone del nero · f6 cavallo del nero · e5 pedone del nero · c4 alfiere del bianco · e4 pedone del bianco · c3 cavallo del bianco · d3 pedone del bianco · e3 alfiere del nero · f3 cavallo del bianco · a2 pedone del bianco · b2 pedone del bianco · c2 pedone del bianco · f2 pedone del bianco · g2 pedone del bianco · h2 pedone del bianco · a1 torre del bianco · d1 donna del bianco · e1 re del bianco · h1 torre del bianco | a8 torre del nero · c8 alfiere del nero · d8 donna del nero · e8 re del nero · h8 torre del nero · a7 pedone del nero · b7 pedone del nero · c7 pedone del nero · f7 pedone del nero · g7 pedone del nero · h7 pedone del nero · c6 cavallo del nero · d6 pedone del nero · f6 cavallo del nero · e5 pedone del nero · c4 alfiere del bianco · e4 pedone del bianco · c3 cavallo del bianco · d3 pedone del bianco · e3 alfiere del nero · f3 cavallo del bianco · a2 pedone del bianco · b2 pedone del bianco · c2 pedone del bianco · f2 pedone del bianco · g2 pedone del bianco · h2 pedone del bianco · a1 torre del bianco · d1 donna del bianco · e1 re del bianco · h1 torre del bianco | 6 |
| 5 | a8 torre del nero · c8 alfiere del nero · d8 donna del nero · e8 re del nero · h8 torre del nero · a7 pedone del nero · b7 pedone del nero · c7 pedone del nero · f7 pedone del nero · g7 pedone del nero · h7 pedone del nero · c6 cavallo del nero · d6 pedone del nero · f6 cavallo del nero · e5 pedone del nero · c4 alfiere del bianco · e4 pedone del bianco · c3 cavallo del bianco · d3 pedone del bianco · e3 alfiere del nero · f3 cavallo del bianco · a2 pedone del bianco · b2 pedone del bianco · c2 pedone del bianco · f2 pedone del bianco · g2 pedone del bianco · h2 pedone del bianco · a1 torre del bianco · d1 donna del bianco · e1 re del bianco · h1 torre del bianco | a8 torre del nero · c8 alfiere del nero · d8 donna del nero · e8 re del nero · h8 torre del nero · a7 pedone del nero · b7 pedone del nero · c7 pedone del nero · f7 pedone del nero · g7 pedone del nero · h7 pedone del nero · c6 cavallo del nero · d6 pedone del nero · f6 cavallo del nero · e5 pedone del nero · c4 alfiere del bianco · e4 pedone del bianco · c3 cavallo del bianco · d3 pedone del bianco · e3 alfiere del nero · f3 cavallo del bianco · a2 pedone del bianco · b2 pedone del bianco · c2 pedone del bianco · f2 pedone del bianco · g2 pedone del bianco · h2 pedone del bianco · a1 torre del bianco · d1 donna del bianco · e1 re del bianco · h1 torre del bianco | a8 torre del nero · c8 alfiere del nero · d8 donna del nero · e8 re del nero · h8 torre del nero · a7 pedone del nero · b7 pedone del nero · c7 pedone del nero · f7 pedone del nero · g7 pedone del nero · h7 pedone del nero · c6 cavallo del nero · d6 pedone del nero · f6 cavallo del nero · e5 pedone del nero · c4 alfiere del bianco · e4 pedone del bianco · c3 cavallo del bianco · d3 pedone del bianco · e3 alfiere del nero · f3 cavallo del bianco · a2 pedone del bianco · b2 pedone del bianco · c2 pedone del bianco · f2 pedone del bianco · g2 pedone del bianco · h2 pedone del bianco · a1 torre del bianco · d1 donna del bianco · e1 re del bianco · h1 torre del bianco | a8 torre del nero · c8 alfiere del nero · d8 donna del nero · e8 re del nero · h8 torre del nero · a7 pedone del nero · b7 pedone del nero · c7 pedone del nero · f7 pedone del nero · g7 pedone del nero · h7 pedone del nero · c6 cavallo del nero · d6 pedone del nero · f6 cavallo del nero · e5 pedone del nero · c4 alfiere del bianco · e4 pedone del bianco · c3 cavallo del bianco · d3 pedone del bianco · e3 alfiere del nero · f3 cavallo del bianco · a2 pedone del bianco · b2 pedone del bianco · c2 pedone del bianco · f2 pedone del bianco · g2 pedone del bianco · h2 pedone del bianco · a1 torre del bianco · d1 donna del bianco · e1 re del bianco · h1 torre del bianco | a8 torre del nero · c8 alfiere del nero · d8 donna del nero · e8 re del nero · h8 torre del nero · a7 pedone del nero · b7 pedone del nero · c7 pedone del nero · f7 pedone del nero · g7 pedone del nero · h7 pedone del nero · c6 cavallo del nero · d6 pedone del nero · f6 cavallo del nero · e5 pedone del nero · c4 alfiere del bianco · e4 pedone del bianco · c3 cavallo del bianco · d3 pedone del bianco · e3 alfiere del nero · f3 cavallo del bianco · a2 pedone del bianco · b2 pedone del bianco · c2 pedone del bianco · f2 pedone del bianco · g2 pedone del bianco · h2 pedone del bianco · a1 torre del bianco · d1 donna del bianco · e1 re del bianco · h1 torre del bianco | a8 torre del nero · c8 alfiere del nero · d8 donna del nero · e8 re del nero · h8 torre del nero · a7 pedone del nero · b7 pedone del nero · c7 pedone del nero · f7 pedone del nero · g7 pedone del nero · h7 pedone del nero · c6 cavallo del nero · d6 pedone del nero · f6 cavallo del nero · e5 pedone del nero · c4 alfiere del bianco · e4 pedone del bianco · c3 cavallo del bianco · d3 pedone del bianco · e3 alfiere del nero · f3 cavallo del bianco · a2 pedone del bianco · b2 pedone del bianco · c2 pedone del bianco · f2 pedone del bianco · g2 pedone del bianco · h2 pedone del bianco · a1 torre del bianco · d1 donna del bianco · e1 re del bianco · h1 torre del bianco | a8 torre del nero · c8 alfiere del nero · d8 donna del nero · e8 re del nero · h8 torre del nero · a7 pedone del nero · b7 pedone del nero · c7 pedone del nero · f7 pedone del nero · g7 pedone del nero · h7 pedone del nero · c6 cavallo del nero · d6 pedone del nero · f6 cavallo del nero · e5 pedone del nero · c4 alfiere del bianco · e4 pedone del bianco · c3 cavallo del bianco · d3 pedone del bianco · e3 alfiere del nero · f3 cavallo del bianco · a2 pedone del bianco · b2 pedone del bianco · c2 pedone del bianco · f2 pedone del bianco · g2 pedone del bianco · h2 pedone del bianco · a1 torre del bianco · d1 donna del bianco · e1 re del bianco · h1 torre del bianco | a8 torre del nero · c8 alfiere del nero · d8 donna del nero · e8 re del nero · h8 torre del nero · a7 pedone del nero · b7 pedone del nero · c7 pedone del nero · f7 pedone del nero · g7 pedone del nero · h7 pedone del nero · c6 cavallo del nero · d6 pedone del nero · f6 cavallo del nero · e5 pedone del nero · c4 alfiere del bianco · e4 pedone del bianco · c3 cavallo del bianco · d3 pedone del bianco · e3 alfiere del nero · f3 cavallo del bianco · a2 pedone del bianco · b2 pedone del bianco · c2 pedone del bianco · f2 pedone del bianco · g2 pedone del bianco · h2 pedone del bianco · a1 torre del bianco · d1 donna del bianco · e1 re del bianco · h1 torre del bianco | 5 |
| 4 | a8 torre del nero · c8 alfiere del nero · d8 donna del nero · e8 re del nero · h8 torre del nero · a7 pedone del nero · b7 pedone del nero · c7 pedone del nero · f7 pedone del nero · g7 pedone del nero · h7 pedone del nero · c6 cavallo del nero · d6 pedone del nero · f6 cavallo del nero · e5 pedone del nero · c4 alfiere del bianco · e4 pedone del bianco · c3 cavallo del bianco · d3 pedone del bianco · e3 alfiere del nero · f3 cavallo del bianco · a2 pedone del bianco · b2 pedone del bianco · c2 pedone del bianco · f2 pedone del bianco · g2 pedone del bianco · h2 pedone del bianco · a1 torre del bianco · d1 donna del bianco · e1 re del bianco · h1 torre del bianco | a8 torre del nero · c8 alfiere del nero · d8 donna del nero · e8 re del nero · h8 torre del nero · a7 pedone del nero · b7 pedone del nero · c7 pedone del nero · f7 pedone del nero · g7 pedone del nero · h7 pedone del nero · c6 cavallo del nero · d6 pedone del nero · f6 cavallo del nero · e5 pedone del nero · c4 alfiere del bianco · e4 pedone del bianco · c3 cavallo del bianco · d3 pedone del bianco · e3 alfiere del nero · f3 cavallo del bianco · a2 pedone del bianco · b2 pedone del bianco · c2 pedone del bianco · f2 pedone del bianco · g2 pedone del bianco · h2 pedone del bianco · a1 torre del bianco · d1 donna del bianco · e1 re del bianco · h1 torre del bianco | a8 torre del nero · c8 alfiere del nero · d8 donna del nero · e8 re del nero · h8 torre del nero · a7 pedone del nero · b7 pedone del nero · c7 pedone del nero · f7 pedone del nero · g7 pedone del nero · h7 pedone del nero · c6 cavallo del nero · d6 pedone del nero · f6 cavallo del nero · e5 pedone del nero · c4 alfiere del bianco · e4 pedone del bianco · c3 cavallo del bianco · d3 pedone del bianco · e3 alfiere del nero · f3 cavallo del bianco · a2 pedone del bianco · b2 pedone del bianco · c2 pedone del bianco · f2 pedone del bianco · g2 pedone del bianco · h2 pedone del bianco · a1 torre del bianco · d1 donna del bianco · e1 re del bianco · h1 torre del bianco | a8 torre del nero · c8 alfiere del nero · d8 donna del nero · e8 re del nero · h8 torre del nero · a7 pedone del nero · b7 pedone del nero · c7 pedone del nero · f7 pedone del nero · g7 pedone del nero · h7 pedone del nero · c6 cavallo del nero · d6 pedone del nero · f6 cavallo del nero · e5 pedone del nero · c4 alfiere del bianco · e4 pedone del bianco · c3 cavallo del bianco · d3 pedone del bianco · e3 alfiere del nero · f3 cavallo del bianco · a2 pedone del bianco · b2 pedone del bianco · c2 pedone del bianco · f2 pedone del bianco · g2 pedone del bianco · h2 pedone del bianco · a1 torre del bianco · d1 donna del bianco · e1 re del bianco · h1 torre del bianco | a8 torre del nero · c8 alfiere del nero · d8 donna del nero · e8 re del nero · h8 torre del nero · a7 pedone del nero · b7 pedone del nero · c7 pedone del nero · f7 pedone del nero · g7 pedone del nero · h7 pedone del nero · c6 cavallo del nero · d6 pedone del nero · f6 cavallo del nero · e5 pedone del nero · c4 alfiere del bianco · e4 pedone del bianco · c3 cavallo del bianco · d3 pedone del bianco · e3 alfiere del nero · f3 cavallo del bianco · a2 pedone del bianco · b2 pedone del bianco · c2 pedone del bianco · f2 pedone del bianco · g2 pedone del bianco · h2 pedone del bianco · a1 torre del bianco · d1 donna del bianco · e1 re del bianco · h1 torre del bianco | a8 torre del nero · c8 alfiere del nero · d8 donna del nero · e8 re del nero · h8 torre del nero · a7 pedone del nero · b7 pedone del nero · c7 pedone del nero · f7 pedone del nero · g7 pedone del nero · h7 pedone del nero · c6 cavallo del nero · d6 pedone del nero · f6 cavallo del nero · e5 pedone del nero · c4 alfiere del bianco · e4 pedone del bianco · c3 cavallo del bianco · d3 pedone del bianco · e3 alfiere del nero · f3 cavallo del bianco · a2 pedone del bianco · b2 pedone del bianco · c2 pedone del bianco · f2 pedone del bianco · g2 pedone del bianco · h2 pedone del bianco · a1 torre del bianco · d1 donna del bianco · e1 re del bianco · h1 torre del bianco | a8 torre del nero · c8 alfiere del nero · d8 donna del nero · e8 re del nero · h8 torre del nero · a7 pedone del nero · b7 pedone del nero · c7 pedone del nero · f7 pedone del nero · g7 pedone del nero · h7 pedone del nero · c6 cavallo del nero · d6 pedone del nero · f6 cavallo del nero · e5 pedone del nero · c4 alfiere del bianco · e4 pedone del bianco · c3 cavallo del bianco · d3 pedone del bianco · e3 alfiere del nero · f3 cavallo del bianco · a2 pedone del bianco · b2 pedone del bianco · c2 pedone del bianco · f2 pedone del bianco · g2 pedone del bianco · h2 pedone del bianco · a1 torre del bianco · d1 donna del bianco · e1 re del bianco · h1 torre del bianco | a8 torre del nero · c8 alfiere del nero · d8 donna del nero · e8 re del nero · h8 torre del nero · a7 pedone del nero · b7 pedone del nero · c7 pedone del nero · f7 pedone del nero · g7 pedone del nero · h7 pedone del nero · c6 cavallo del nero · d6 pedone del nero · f6 cavallo del nero · e5 pedone del nero · c4 alfiere del bianco · e4 pedone del bianco · c3 cavallo del bianco · d3 pedone del bianco · e3 alfiere del nero · f3 cavallo del bianco · a2 pedone del bianco · b2 pedone del bianco · c2 pedone del bianco · f2 pedone del bianco · g2 pedone del bianco · h2 pedone del bianco · a1 torre del bianco · d1 donna del bianco · e1 re del bianco · h1 torre del bianco | 4 |
| 3 | a8 torre del nero · c8 alfiere del nero · d8 donna del nero · e8 re del nero · h8 torre del nero · a7 pedone del nero · b7 pedone del nero · c7 pedone del nero · f7 pedone del nero · g7 pedone del nero · h7 pedone del nero · c6 cavallo del nero · d6 pedone del nero · f6 cavallo del nero · e5 pedone del nero · c4 alfiere del bianco · e4 pedone del bianco · c3 cavallo del bianco · d3 pedone del bianco · e3 alfiere del nero · f3 cavallo del bianco · a2 pedone del bianco · b2 pedone del bianco · c2 pedone del bianco · f2 pedone del bianco · g2 pedone del bianco · h2 pedone del bianco · a1 torre del bianco · d1 donna del bianco · e1 re del bianco · h1 torre del bianco | a8 torre del nero · c8 alfiere del nero · d8 donna del nero · e8 re del nero · h8 torre del nero · a7 pedone del nero · b7 pedone del nero · c7 pedone del nero · f7 pedone del nero · g7 pedone del nero · h7 pedone del nero · c6 cavallo del nero · d6 pedone del nero · f6 cavallo del nero · e5 pedone del nero · c4 alfiere del bianco · e4 pedone del bianco · c3 cavallo del bianco · d3 pedone del bianco · e3 alfiere del nero · f3 cavallo del bianco · a2 pedone del bianco · b2 pedone del bianco · c2 pedone del bianco · f2 pedone del bianco · g2 pedone del bianco · h2 pedone del bianco · a1 torre del bianco · d1 donna del bianco · e1 re del bianco · h1 torre del bianco | a8 torre del nero · c8 alfiere del nero · d8 donna del nero · e8 re del nero · h8 torre del nero · a7 pedone del nero · b7 pedone del nero · c7 pedone del nero · f7 pedone del nero · g7 pedone del nero · h7 pedone del nero · c6 cavallo del nero · d6 pedone del nero · f6 cavallo del nero · e5 pedone del nero · c4 alfiere del bianco · e4 pedone del bianco · c3 cavallo del bianco · d3 pedone del bianco · e3 alfiere del nero · f3 cavallo del bianco · a2 pedone del bianco · b2 pedone del bianco · c2 pedone del bianco · f2 pedone del bianco · g2 pedone del bianco · h2 pedone del bianco · a1 torre del bianco · d1 donna del bianco · e1 re del bianco · h1 torre del bianco | a8 torre del nero · c8 alfiere del nero · d8 donna del nero · e8 re del nero · h8 torre del nero · a7 pedone del nero · b7 pedone del nero · c7 pedone del nero · f7 pedone del nero · g7 pedone del nero · h7 pedone del nero · c6 cavallo del nero · d6 pedone del nero · f6 cavallo del nero · e5 pedone del nero · c4 alfiere del bianco · e4 pedone del bianco · c3 cavallo del bianco · d3 pedone del bianco · e3 alfiere del nero · f3 cavallo del bianco · a2 pedone del bianco · b2 pedone del bianco · c2 pedone del bianco · f2 pedone del bianco · g2 pedone del bianco · h2 pedone del bianco · a1 torre del bianco · d1 donna del bianco · e1 re del bianco · h1 torre del bianco | a8 torre del nero · c8 alfiere del nero · d8 donna del nero · e8 re del nero · h8 torre del nero · a7 pedone del nero · b7 pedone del nero · c7 pedone del nero · f7 pedone del nero · g7 pedone del nero · h7 pedone del nero · c6 cavallo del nero · d6 pedone del nero · f6 cavallo del nero · e5 pedone del nero · c4 alfiere del bianco · e4 pedone del bianco · c3 cavallo del bianco · d3 pedone del bianco · e3 alfiere del nero · f3 cavallo del bianco · a2 pedone del bianco · b2 pedone del bianco · c2 pedone del bianco · f2 pedone del bianco · g2 pedone del bianco · h2 pedone del bianco · a1 torre del bianco · d1 donna del bianco · e1 re del bianco · h1 torre del bianco | a8 torre del nero · c8 alfiere del nero · d8 donna del nero · e8 re del nero · h8 torre del nero · a7 pedone del nero · b7 pedone del nero · c7 pedone del nero · f7 pedone del nero · g7 pedone del nero · h7 pedone del nero · c6 cavallo del nero · d6 pedone del nero · f6 cavallo del nero · e5 pedone del nero · c4 alfiere del bianco · e4 pedone del bianco · c3 cavallo del bianco · d3 pedone del bianco · e3 alfiere del nero · f3 cavallo del bianco · a2 pedone del bianco · b2 pedone del bianco · c2 pedone del bianco · f2 pedone del bianco · g2 pedone del bianco · h2 pedone del bianco · a1 torre del bianco · d1 donna del bianco · e1 re del bianco · h1 torre del bianco | a8 torre del nero · c8 alfiere del nero · d8 donna del nero · e8 re del nero · h8 torre del nero · a7 pedone del nero · b7 pedone del nero · c7 pedone del nero · f7 pedone del nero · g7 pedone del nero · h7 pedone del nero · c6 cavallo del nero · d6 pedone del nero · f6 cavallo del nero · e5 pedone del nero · c4 alfiere del bianco · e4 pedone del bianco · c3 cavallo del bianco · d3 pedone del bianco · e3 alfiere del nero · f3 cavallo del bianco · a2 pedone del bianco · b2 pedone del bianco · c2 pedone del bianco · f2 pedone del bianco · g2 pedone del bianco · h2 pedone del bianco · a1 torre del bianco · d1 donna del bianco · e1 re del bianco · h1 torre del bianco | a8 torre del nero · c8 alfiere del nero · d8 donna del nero · e8 re del nero · h8 torre del nero · a7 pedone del nero · b7 pedone del nero · c7 pedone del nero · f7 pedone del nero · g7 pedone del nero · h7 pedone del nero · c6 cavallo del nero · d6 pedone del nero · f6 cavallo del nero · e5 pedone del nero · c4 alfiere del bianco · e4 pedone del bianco · c3 cavallo del bianco · d3 pedone del bianco · e3 alfiere del nero · f3 cavallo del bianco · a2 pedone del bianco · b2 pedone del bianco · c2 pedone del bianco · f2 pedone del bianco · g2 pedone del bianco · h2 pedone del bianco · a1 torre del bianco · d1 donna del bianco · e1 re del bianco · h1 torre del bianco | 3 |
| 2 | a8 torre del nero · c8 alfiere del nero · d8 donna del nero · e8 re del nero · h8 torre del nero · a7 pedone del nero · b7 pedone del nero · c7 pedone del nero · f7 pedone del nero · g7 pedone del nero · h7 pedone del nero · c6 cavallo del nero · d6 pedone del nero · f6 cavallo del nero · e5 pedone del nero · c4 alfiere del bianco · e4 pedone del bianco · c3 cavallo del bianco · d3 pedone del bianco · e3 alfiere del nero · f3 cavallo del bianco · a2 pedone del bianco · b2 pedone del bianco · c2 pedone del bianco · f2 pedone del bianco · g2 pedone del bianco · h2 pedone del bianco · a1 torre del bianco · d1 donna del bianco · e1 re del bianco · h1 torre del bianco | a8 torre del nero · c8 alfiere del nero · d8 donna del nero · e8 re del nero · h8 torre del nero · a7 pedone del nero · b7 pedone del nero · c7 pedone del nero · f7 pedone del nero · g7 pedone del nero · h7 pedone del nero · c6 cavallo del nero · d6 pedone del nero · f6 cavallo del nero · e5 pedone del nero · c4 alfiere del bianco · e4 pedone del bianco · c3 cavallo del bianco · d3 pedone del bianco · e3 alfiere del nero · f3 cavallo del bianco · a2 pedone del bianco · b2 pedone del bianco · c2 pedone del bianco · f2 pedone del bianco · g2 pedone del bianco · h2 pedone del bianco · a1 torre del bianco · d1 donna del bianco · e1 re del bianco · h1 torre del bianco | a8 torre del nero · c8 alfiere del nero · d8 donna del nero · e8 re del nero · h8 torre del nero · a7 pedone del nero · b7 pedone del nero · c7 pedone del nero · f7 pedone del nero · g7 pedone del nero · h7 pedone del nero · c6 cavallo del nero · d6 pedone del nero · f6 cavallo del nero · e5 pedone del nero · c4 alfiere del bianco · e4 pedone del bianco · c3 cavallo del bianco · d3 pedone del bianco · e3 alfiere del nero · f3 cavallo del bianco · a2 pedone del bianco · b2 pedone del bianco · c2 pedone del bianco · f2 pedone del bianco · g2 pedone del bianco · h2 pedone del bianco · a1 torre del bianco · d1 donna del bianco · e1 re del bianco · h1 torre del bianco | a8 torre del nero · c8 alfiere del nero · d8 donna del nero · e8 re del nero · h8 torre del nero · a7 pedone del nero · b7 pedone del nero · c7 pedone del nero · f7 pedone del nero · g7 pedone del nero · h7 pedone del nero · c6 cavallo del nero · d6 pedone del nero · f6 cavallo del nero · e5 pedone del nero · c4 alfiere del bianco · e4 pedone del bianco · c3 cavallo del bianco · d3 pedone del bianco · e3 alfiere del nero · f3 cavallo del bianco · a2 pedone del bianco · b2 pedone del bianco · c2 pedone del bianco · f2 pedone del bianco · g2 pedone del bianco · h2 pedone del bianco · a1 torre del bianco · d1 donna del bianco · e1 re del bianco · h1 torre del bianco | a8 torre del nero · c8 alfiere del nero · d8 donna del nero · e8 re del nero · h8 torre del nero · a7 pedone del nero · b7 pedone del nero · c7 pedone del nero · f7 pedone del nero · g7 pedone del nero · h7 pedone del nero · c6 cavallo del nero · d6 pedone del nero · f6 cavallo del nero · e5 pedone del nero · c4 alfiere del bianco · e4 pedone del bianco · c3 cavallo del bianco · d3 pedone del bianco · e3 alfiere del nero · f3 cavallo del bianco · a2 pedone del bianco · b2 pedone del bianco · c2 pedone del bianco · f2 pedone del bianco · g2 pedone del bianco · h2 pedone del bianco · a1 torre del bianco · d1 donna del bianco · e1 re del bianco · h1 torre del bianco | a8 torre del nero · c8 alfiere del nero · d8 donna del nero · e8 re del nero · h8 torre del nero · a7 pedone del nero · b7 pedone del nero · c7 pedone del nero · f7 pedone del nero · g7 pedone del nero · h7 pedone del nero · c6 cavallo del nero · d6 pedone del nero · f6 cavallo del nero · e5 pedone del nero · c4 alfiere del bianco · e4 pedone del bianco · c3 cavallo del bianco · d3 pedone del bianco · e3 alfiere del nero · f3 cavallo del bianco · a2 pedone del bianco · b2 pedone del bianco · c2 pedone del bianco · f2 pedone del bianco · g2 pedone del bianco · h2 pedone del bianco · a1 torre del bianco · d1 donna del bianco · e1 re del bianco · h1 torre del bianco | a8 torre del nero · c8 alfiere del nero · d8 donna del nero · e8 re del nero · h8 torre del nero · a7 pedone del nero · b7 pedone del nero · c7 pedone del nero · f7 pedone del nero · g7 pedone del nero · h7 pedone del nero · c6 cavallo del nero · d6 pedone del nero · f6 cavallo del nero · e5 pedone del nero · c4 alfiere del bianco · e4 pedone del bianco · c3 cavallo del bianco · d3 pedone del bianco · e3 alfiere del nero · f3 cavallo del bianco · a2 pedone del bianco · b2 pedone del bianco · c2 pedone del bianco · f2 pedone del bianco · g2 pedone del bianco · h2 pedone del bianco · a1 torre del bianco · d1 donna del bianco · e1 re del bianco · h1 torre del bianco | a8 torre del nero · c8 alfiere del nero · d8 donna del nero · e8 re del nero · h8 torre del nero · a7 pedone del nero · b7 pedone del nero · c7 pedone del nero · f7 pedone del nero · g7 pedone del nero · h7 pedone del nero · c6 cavallo del nero · d6 pedone del nero · f6 cavallo del nero · e5 pedone del nero · c4 alfiere del bianco · e4 pedone del bianco · c3 cavallo del bianco · d3 pedone del bianco · e3 alfiere del nero · f3 cavallo del bianco · a2 pedone del bianco · b2 pedone del bianco · c2 pedone del bianco · f2 pedone del bianco · g2 pedone del bianco · h2 pedone del bianco · a1 torre del bianco · d1 donna del bianco · e1 re del bianco · h1 torre del bianco | 2 |
| 1 | a8 torre del nero · c8 alfiere del nero · d8 donna del nero · e8 re del nero · h8 torre del nero · a7 pedone del nero · b7 pedone del nero · c7 pedone del nero · f7 pedone del nero · g7 pedone del nero · h7 pedone del nero · c6 cavallo del nero · d6 pedone del nero · f6 cavallo del nero · e5 pedone del nero · c4 alfiere del bianco · e4 pedone del bianco · c3 cavallo del bianco · d3 pedone del bianco · e3 alfiere del nero · f3 cavallo del bianco · a2 pedone del bianco · b2 pedone del bianco · c2 pedone del bianco · f2 pedone del bianco · g2 pedone del bianco · h2 pedone del bianco · a1 torre del bianco · d1 donna del bianco · e1 re del bianco · h1 torre del bianco | a8 torre del nero · c8 alfiere del nero · d8 donna del nero · e8 re del nero · h8 torre del nero · a7 pedone del nero · b7 pedone del nero · c7 pedone del nero · f7 pedone del nero · g7 pedone del nero · h7 pedone del nero · c6 cavallo del nero · d6 pedone del nero · f6 cavallo del nero · e5 pedone del nero · c4 alfiere del bianco · e4 pedone del bianco · c3 cavallo del bianco · d3 pedone del bianco · e3 alfiere del nero · f3 cavallo del bianco · a2 pedone del bianco · b2 pedone del bianco · c2 pedone del bianco · f2 pedone del bianco · g2 pedone del bianco · h2 pedone del bianco · a1 torre del bianco · d1 donna del bianco · e1 re del bianco · h1 torre del bianco | a8 torre del nero · c8 alfiere del nero · d8 donna del nero · e8 re del nero · h8 torre del nero · a7 pedone del nero · b7 pedone del nero · c7 pedone del nero · f7 pedone del nero · g7 pedone del nero · h7 pedone del nero · c6 cavallo del nero · d6 pedone del nero · f6 cavallo del nero · e5 pedone del nero · c4 alfiere del bianco · e4 pedone del bianco · c3 cavallo del bianco · d3 pedone del bianco · e3 alfiere del nero · f3 cavallo del bianco · a2 pedone del bianco · b2 pedone del bianco · c2 pedone del bianco · f2 pedone del bianco · g2 pedone del bianco · h2 pedone del bianco · a1 torre del bianco · d1 donna del bianco · e1 re del bianco · h1 torre del bianco | a8 torre del nero · c8 alfiere del nero · d8 donna del nero · e8 re del nero · h8 torre del nero · a7 pedone del nero · b7 pedone del nero · c7 pedone del nero · f7 pedone del nero · g7 pedone del nero · h7 pedone del nero · c6 cavallo del nero · d6 pedone del nero · f6 cavallo del nero · e5 pedone del nero · c4 alfiere del bianco · e4 pedone del bianco · c3 cavallo del bianco · d3 pedone del bianco · e3 alfiere del nero · f3 cavallo del bianco · a2 pedone del bianco · b2 pedone del bianco · c2 pedone del bianco · f2 pedone del bianco · g2 pedone del bianco · h2 pedone del bianco · a1 torre del bianco · d1 donna del bianco · e1 re del bianco · h1 torre del bianco | a8 torre del nero · c8 alfiere del nero · d8 donna del nero · e8 re del nero · h8 torre del nero · a7 pedone del nero · b7 pedone del nero · c7 pedone del nero · f7 pedone del nero · g7 pedone del nero · h7 pedone del nero · c6 cavallo del nero · d6 pedone del nero · f6 cavallo del nero · e5 pedone del nero · c4 alfiere del bianco · e4 pedone del bianco · c3 cavallo del bianco · d3 pedone del bianco · e3 alfiere del nero · f3 cavallo del bianco · a2 pedone del bianco · b2 pedone del bianco · c2 pedone del bianco · f2 pedone del bianco · g2 pedone del bianco · h2 pedone del bianco · a1 torre del bianco · d1 donna del bianco · e1 re del bianco · h1 torre del bianco | a8 torre del nero · c8 alfiere del nero · d8 donna del nero · e8 re del nero · h8 torre del nero · a7 pedone del nero · b7 pedone del nero · c7 pedone del nero · f7 pedone del nero · g7 pedone del nero · h7 pedone del nero · c6 cavallo del nero · d6 pedone del nero · f6 cavallo del nero · e5 pedone del nero · c4 alfiere del bianco · e4 pedone del bianco · c3 cavallo del bianco · d3 pedone del bianco · e3 alfiere del nero · f3 cavallo del bianco · a2 pedone del bianco · b2 pedone del bianco · c2 pedone del bianco · f2 pedone del bianco · g2 pedone del bianco · h2 pedone del bianco · a1 torre del bianco · d1 donna del bianco · e1 re del bianco · h1 torre del bianco | a8 torre del nero · c8 alfiere del nero · d8 donna del nero · e8 re del nero · h8 torre del nero · a7 pedone del nero · b7 pedone del nero · c7 pedone del nero · f7 pedone del nero · g7 pedone del nero · h7 pedone del nero · c6 cavallo del nero · d6 pedone del nero · f6 cavallo del nero · e5 pedone del nero · c4 alfiere del bianco · e4 pedone del bianco · c3 cavallo del bianco · d3 pedone del bianco · e3 alfiere del nero · f3 cavallo del bianco · a2 pedone del bianco · b2 pedone del bianco · c2 pedone del bianco · f2 pedone del bianco · g2 pedone del bianco · h2 pedone del bianco · a1 torre del bianco · d1 donna del bianco · e1 re del bianco · h1 torre del bianco | a8 torre del nero · c8 alfiere del nero · d8 donna del nero · e8 re del nero · h8 torre del nero · a7 pedone del nero · b7 pedone del nero · c7 pedone del nero · f7 pedone del nero · g7 pedone del nero · h7 pedone del nero · c6 cavallo del nero · d6 pedone del nero · f6 cavallo del nero · e5 pedone del nero · c4 alfiere del bianco · e4 pedone del bianco · c3 cavallo del bianco · d3 pedone del bianco · e3 alfiere del nero · f3 cavallo del bianco · a2 pedone del bianco · b2 pedone del bianco · c2 pedone del bianco · f2 pedone del bianco · g2 pedone del bianco · h2 pedone del bianco · a1 torre del bianco · d1 donna del bianco · e1 re del bianco · h1 torre del bianco | 1 |
|   | a | b | c | d | e | f | g | h |   |

|   | a | b | c | d | e | f | g | h |   |
| 8 | a8 torre del nero · c8 alfiere del nero · d8 donna del nero · e8 re del nero · h8 torre del nero · a7 pedone del nero · b7 pedone del nero · c7 pedone del nero · f7 pedone del nero · g7 pedone del nero · h7 pedone del nero · c6 cavallo del nero · d6 pedone del nero · f6 cavallo del nero · c5 alfiere del nero · e5 pedone del nero · g5 alfiere del bianco · c4 alfiere del bianco · e4 pedone del bianco · c3 cavallo del bianco · d3 pedone del bianco · f3 cavallo del bianco · a2 pedone del bianco · b2 pedone del bianco · c2 pedone del bianco · f2 pedone del bianco · g2 pedone del bianco · h2 pedone del bianco · a1 torre del bianco · d1 donna del bianco · e1 re del bianco · h1 torre del bianco | a8 torre del nero · c8 alfiere del nero · d8 donna del nero · e8 re del nero · h8 torre del nero · a7 pedone del nero · b7 pedone del nero · c7 pedone del nero · f7 pedone del nero · g7 pedone del nero · h7 pedone del nero · c6 cavallo del nero · d6 pedone del nero · f6 cavallo del nero · c5 alfiere del nero · e5 pedone del nero · g5 alfiere del bianco · c4 alfiere del bianco · e4 pedone del bianco · c3 cavallo del bianco · d3 pedone del bianco · f3 cavallo del bianco · a2 pedone del bianco · b2 pedone del bianco · c2 pedone del bianco · f2 pedone del bianco · g2 pedone del bianco · h2 pedone del bianco · a1 torre del bianco · d1 donna del bianco · e1 re del bianco · h1 torre del bianco | a8 torre del nero · c8 alfiere del nero · d8 donna del nero · e8 re del nero · h8 torre del nero · a7 pedone del nero · b7 pedone del nero · c7 pedone del nero · f7 pedone del nero · g7 pedone del nero · h7 pedone del nero · c6 cavallo del nero · d6 pedone del nero · f6 cavallo del nero · c5 alfiere del nero · e5 pedone del nero · g5 alfiere del bianco · c4 alfiere del bianco · e4 pedone del bianco · c3 cavallo del bianco · d3 pedone del bianco · f3 cavallo del bianco · a2 pedone del bianco · b2 pedone del bianco · c2 pedone del bianco · f2 pedone del bianco · g2 pedone del bianco · h2 pedone del bianco · a1 torre del bianco · d1 donna del bianco · e1 re del bianco · h1 torre del bianco | a8 torre del nero · c8 alfiere del nero · d8 donna del nero · e8 re del nero · h8 torre del nero · a7 pedone del nero · b7 pedone del nero · c7 pedone del nero · f7 pedone del nero · g7 pedone del nero · h7 pedone del nero · c6 cavallo del nero · d6 pedone del nero · f6 cavallo del nero · c5 alfiere del nero · e5 pedone del nero · g5 alfiere del bianco · c4 alfiere del bianco · e4 pedone del bianco · c3 cavallo del bianco · d3 pedone del bianco · f3 cavallo del bianco · a2 pedone del bianco · b2 pedone del bianco · c2 pedone del bianco · f2 pedone del bianco · g2 pedone del bianco · h2 pedone del bianco · a1 torre del bianco · d1 donna del bianco · e1 re del bianco · h1 torre del bianco | a8 torre del nero · c8 alfiere del nero · d8 donna del nero · e8 re del nero · h8 torre del nero · a7 pedone del nero · b7 pedone del nero · c7 pedone del nero · f7 pedone del nero · g7 pedone del nero · h7 pedone del nero · c6 cavallo del nero · d6 pedone del nero · f6 cavallo del nero · c5 alfiere del nero · e5 pedone del nero · g5 alfiere del bianco · c4 alfiere del bianco · e4 pedone del bianco · c3 cavallo del bianco · d3 pedone del bianco · f3 cavallo del bianco · a2 pedone del bianco · b2 pedone del bianco · c2 pedone del bianco · f2 pedone del bianco · g2 pedone del bianco · h2 pedone del bianco · a1 torre del bianco · d1 donna del bianco · e1 re del bianco · h1 torre del bianco | a8 torre del nero · c8 alfiere del nero · d8 donna del nero · e8 re del nero · h8 torre del nero · a7 pedone del nero · b7 pedone del nero · c7 pedone del nero · f7 pedone del nero · g7 pedone del nero · h7 pedone del nero · c6 cavallo del nero · d6 pedone del nero · f6 cavallo del nero · c5 alfiere del nero · e5 pedone del nero · g5 alfiere del bianco · c4 alfiere del bianco · e4 pedone del bianco · c3 cavallo del bianco · d3 pedone del bianco · f3 cavallo del bianco · a2 pedone del bianco · b2 pedone del bianco · c2 pedone del bianco · f2 pedone del bianco · g2 pedone del bianco · h2 pedone del bianco · a1 torre del bianco · d1 donna del bianco · e1 re del bianco · h1 torre del bianco | a8 torre del nero · c8 alfiere del nero · d8 donna del nero · e8 re del nero · h8 torre del nero · a7 pedone del nero · b7 pedone del nero · c7 pedone del nero · f7 pedone del nero · g7 pedone del nero · h7 pedone del nero · c6 cavallo del nero · d6 pedone del nero · f6 cavallo del nero · c5 alfiere del nero · e5 pedone del nero · g5 alfiere del bianco · c4 alfiere del bianco · e4 pedone del bianco · c3 cavallo del bianco · d3 pedone del bianco · f3 cavallo del bianco · a2 pedone del bianco · b2 pedone del bianco · c2 pedone del bianco · f2 pedone del bianco · g2 pedone del bianco · h2 pedone del bianco · a1 torre del bianco · d1 donna del bianco · e1 re del bianco · h1 torre del bianco | a8 torre del nero · c8 alfiere del nero · d8 donna del nero · e8 re del nero · h8 torre del nero · a7 pedone del nero · b7 pedone del nero · c7 pedone del nero · f7 pedone del nero · g7 pedone del nero · h7 pedone del nero · c6 cavallo del nero · d6 pedone del nero · f6 cavallo del nero · c5 alfiere del nero · e5 pedone del nero · g5 alfiere del bianco · c4 alfiere del bianco · e4 pedone del bianco · c3 cavallo del bianco · d3 pedone del bianco · f3 cavallo del bianco · a2 pedone del bianco · b2 pedone del bianco · c2 pedone del bianco · f2 pedone del bianco · g2 pedone del bianco · h2 pedone del bianco · a1 torre del bianco · d1 donna del bianco · e1 re del bianco · h1 torre del bianco | 8 |
| 7 | a8 torre del nero · c8 alfiere del nero · d8 donna del nero · e8 re del nero · h8 torre del nero · a7 pedone del nero · b7 pedone del nero · c7 pedone del nero · f7 pedone del nero · g7 pedone del nero · h7 pedone del nero · c6 cavallo del nero · d6 pedone del nero · f6 cavallo del nero · c5 alfiere del nero · e5 pedone del nero · g5 alfiere del bianco · c4 alfiere del bianco · e4 pedone del bianco · c3 cavallo del bianco · d3 pedone del bianco · f3 cavallo del bianco · a2 pedone del bianco · b2 pedone del bianco · c2 pedone del bianco · f2 pedone del bianco · g2 pedone del bianco · h2 pedone del bianco · a1 torre del bianco · d1 donna del bianco · e1 re del bianco · h1 torre del bianco | a8 torre del nero · c8 alfiere del nero · d8 donna del nero · e8 re del nero · h8 torre del nero · a7 pedone del nero · b7 pedone del nero · c7 pedone del nero · f7 pedone del nero · g7 pedone del nero · h7 pedone del nero · c6 cavallo del nero · d6 pedone del nero · f6 cavallo del nero · c5 alfiere del nero · e5 pedone del nero · g5 alfiere del bianco · c4 alfiere del bianco · e4 pedone del bianco · c3 cavallo del bianco · d3 pedone del bianco · f3 cavallo del bianco · a2 pedone del bianco · b2 pedone del bianco · c2 pedone del bianco · f2 pedone del bianco · g2 pedone del bianco · h2 pedone del bianco · a1 torre del bianco · d1 donna del bianco · e1 re del bianco · h1 torre del bianco | a8 torre del nero · c8 alfiere del nero · d8 donna del nero · e8 re del nero · h8 torre del nero · a7 pedone del nero · b7 pedone del nero · c7 pedone del nero · f7 pedone del nero · g7 pedone del nero · h7 pedone del nero · c6 cavallo del nero · d6 pedone del nero · f6 cavallo del nero · c5 alfiere del nero · e5 pedone del nero · g5 alfiere del bianco · c4 alfiere del bianco · e4 pedone del bianco · c3 cavallo del bianco · d3 pedone del bianco · f3 cavallo del bianco · a2 pedone del bianco · b2 pedone del bianco · c2 pedone del bianco · f2 pedone del bianco · g2 pedone del bianco · h2 pedone del bianco · a1 torre del bianco · d1 donna del bianco · e1 re del bianco · h1 torre del bianco | a8 torre del nero · c8 alfiere del nero · d8 donna del nero · e8 re del nero · h8 torre del nero · a7 pedone del nero · b7 pedone del nero · c7 pedone del nero · f7 pedone del nero · g7 pedone del nero · h7 pedone del nero · c6 cavallo del nero · d6 pedone del nero · f6 cavallo del nero · c5 alfiere del nero · e5 pedone del nero · g5 alfiere del bianco · c4 alfiere del bianco · e4 pedone del bianco · c3 cavallo del bianco · d3 pedone del bianco · f3 cavallo del bianco · a2 pedone del bianco · b2 pedone del bianco · c2 pedone del bianco · f2 pedone del bianco · g2 pedone del bianco · h2 pedone del bianco · a1 torre del bianco · d1 donna del bianco · e1 re del bianco · h1 torre del bianco | a8 torre del nero · c8 alfiere del nero · d8 donna del nero · e8 re del nero · h8 torre del nero · a7 pedone del nero · b7 pedone del nero · c7 pedone del nero · f7 pedone del nero · g7 pedone del nero · h7 pedone del nero · c6 cavallo del nero · d6 pedone del nero · f6 cavallo del nero · c5 alfiere del nero · e5 pedone del nero · g5 alfiere del bianco · c4 alfiere del bianco · e4 pedone del bianco · c3 cavallo del bianco · d3 pedone del bianco · f3 cavallo del bianco · a2 pedone del bianco · b2 pedone del bianco · c2 pedone del bianco · f2 pedone del bianco · g2 pedone del bianco · h2 pedone del bianco · a1 torre del bianco · d1 donna del bianco · e1 re del bianco · h1 torre del bianco | a8 torre del nero · c8 alfiere del nero · d8 donna del nero · e8 re del nero · h8 torre del nero · a7 pedone del nero · b7 pedone del nero · c7 pedone del nero · f7 pedone del nero · g7 pedone del nero · h7 pedone del nero · c6 cavallo del nero · d6 pedone del nero · f6 cavallo del nero · c5 alfiere del nero · e5 pedone del nero · g5 alfiere del bianco · c4 alfiere del bianco · e4 pedone del bianco · c3 cavallo del bianco · d3 pedone del bianco · f3 cavallo del bianco · a2 pedone del bianco · b2 pedone del bianco · c2 pedone del bianco · f2 pedone del bianco · g2 pedone del bianco · h2 pedone del bianco · a1 torre del bianco · d1 donna del bianco · e1 re del bianco · h1 torre del bianco | a8 torre del nero · c8 alfiere del nero · d8 donna del nero · e8 re del nero · h8 torre del nero · a7 pedone del nero · b7 pedone del nero · c7 pedone del nero · f7 pedone del nero · g7 pedone del nero · h7 pedone del nero · c6 cavallo del nero · d6 pedone del nero · f6 cavallo del nero · c5 alfiere del nero · e5 pedone del nero · g5 alfiere del bianco · c4 alfiere del bianco · e4 pedone del bianco · c3 cavallo del bianco · d3 pedone del bianco · f3 cavallo del bianco · a2 pedone del bianco · b2 pedone del bianco · c2 pedone del bianco · f2 pedone del bianco · g2 pedone del bianco · h2 pedone del bianco · a1 torre del bianco · d1 donna del bianco · e1 re del bianco · h1 torre del bianco | a8 torre del nero · c8 alfiere del nero · d8 donna del nero · e8 re del nero · h8 torre del nero · a7 pedone del nero · b7 pedone del nero · c7 pedone del nero · f7 pedone del nero · g7 pedone del nero · h7 pedone del nero · c6 cavallo del nero · d6 pedone del nero · f6 cavallo del nero · c5 alfiere del nero · e5 pedone del nero · g5 alfiere del bianco · c4 alfiere del bianco · e4 pedone del bianco · c3 cavallo del bianco · d3 pedone del bianco · f3 cavallo del bianco · a2 pedone del bianco · b2 pedone del bianco · c2 pedone del bianco · f2 pedone del bianco · g2 pedone del bianco · h2 pedone del bianco · a1 torre del bianco · d1 donna del bianco · e1 re del bianco · h1 torre del bianco | 7 |
| 6 | a8 torre del nero · c8 alfiere del nero · d8 donna del nero · e8 re del nero · h8 torre del nero · a7 pedone del nero · b7 pedone del nero · c7 pedone del nero · f7 pedone del nero · g7 pedone del nero · h7 pedone del nero · c6 cavallo del nero · d6 pedone del nero · f6 cavallo del nero · c5 alfiere del nero · e5 pedone del nero · g5 alfiere del bianco · c4 alfiere del bianco · e4 pedone del bianco · c3 cavallo del bianco · d3 pedone del bianco · f3 cavallo del bianco · a2 pedone del bianco · b2 pedone del bianco · c2 pedone del bianco · f2 pedone del bianco · g2 pedone del bianco · h2 pedone del bianco · a1 torre del bianco · d1 donna del bianco · e1 re del bianco · h1 torre del bianco | a8 torre del nero · c8 alfiere del nero · d8 donna del nero · e8 re del nero · h8 torre del nero · a7 pedone del nero · b7 pedone del nero · c7 pedone del nero · f7 pedone del nero · g7 pedone del nero · h7 pedone del nero · c6 cavallo del nero · d6 pedone del nero · f6 cavallo del nero · c5 alfiere del nero · e5 pedone del nero · g5 alfiere del bianco · c4 alfiere del bianco · e4 pedone del bianco · c3 cavallo del bianco · d3 pedone del bianco · f3 cavallo del bianco · a2 pedone del bianco · b2 pedone del bianco · c2 pedone del bianco · f2 pedone del bianco · g2 pedone del bianco · h2 pedone del bianco · a1 torre del bianco · d1 donna del bianco · e1 re del bianco · h1 torre del bianco | a8 torre del nero · c8 alfiere del nero · d8 donna del nero · e8 re del nero · h8 torre del nero · a7 pedone del nero · b7 pedone del nero · c7 pedone del nero · f7 pedone del nero · g7 pedone del nero · h7 pedone del nero · c6 cavallo del nero · d6 pedone del nero · f6 cavallo del nero · c5 alfiere del nero · e5 pedone del nero · g5 alfiere del bianco · c4 alfiere del bianco · e4 pedone del bianco · c3 cavallo del bianco · d3 pedone del bianco · f3 cavallo del bianco · a2 pedone del bianco · b2 pedone del bianco · c2 pedone del bianco · f2 pedone del bianco · g2 pedone del bianco · h2 pedone del bianco · a1 torre del bianco · d1 donna del bianco · e1 re del bianco · h1 torre del bianco | a8 torre del nero · c8 alfiere del nero · d8 donna del nero · e8 re del nero · h8 torre del nero · a7 pedone del nero · b7 pedone del nero · c7 pedone del nero · f7 pedone del nero · g7 pedone del nero · h7 pedone del nero · c6 cavallo del nero · d6 pedone del nero · f6 cavallo del nero · c5 alfiere del nero · e5 pedone del nero · g5 alfiere del bianco · c4 alfiere del bianco · e4 pedone del bianco · c3 cavallo del bianco · d3 pedone del bianco · f3 cavallo del bianco · a2 pedone del bianco · b2 pedone del bianco · c2 pedone del bianco · f2 pedone del bianco · g2 pedone del bianco · h2 pedone del bianco · a1 torre del bianco · d1 donna del bianco · e1 re del bianco · h1 torre del bianco | a8 torre del nero · c8 alfiere del nero · d8 donna del nero · e8 re del nero · h8 torre del nero · a7 pedone del nero · b7 pedone del nero · c7 pedone del nero · f7 pedone del nero · g7 pedone del nero · h7 pedone del nero · c6 cavallo del nero · d6 pedone del nero · f6 cavallo del nero · c5 alfiere del nero · e5 pedone del nero · g5 alfiere del bianco · c4 alfiere del bianco · e4 pedone del bianco · c3 cavallo del bianco · d3 pedone del bianco · f3 cavallo del bianco · a2 pedone del bianco · b2 pedone del bianco · c2 pedone del bianco · f2 pedone del bianco · g2 pedone del bianco · h2 pedone del bianco · a1 torre del bianco · d1 donna del bianco · e1 re del bianco · h1 torre del bianco | a8 torre del nero · c8 alfiere del nero · d8 donna del nero · e8 re del nero · h8 torre del nero · a7 pedone del nero · b7 pedone del nero · c7 pedone del nero · f7 pedone del nero · g7 pedone del nero · h7 pedone del nero · c6 cavallo del nero · d6 pedone del nero · f6 cavallo del nero · c5 alfiere del nero · e5 pedone del nero · g5 alfiere del bianco · c4 alfiere del bianco · e4 pedone del bianco · c3 cavallo del bianco · d3 pedone del bianco · f3 cavallo del bianco · a2 pedone del bianco · b2 pedone del bianco · c2 pedone del bianco · f2 pedone del bianco · g2 pedone del bianco · h2 pedone del bianco · a1 torre del bianco · d1 donna del bianco · e1 re del bianco · h1 torre del bianco | a8 torre del nero · c8 alfiere del nero · d8 donna del nero · e8 re del nero · h8 torre del nero · a7 pedone del nero · b7 pedone del nero · c7 pedone del nero · f7 pedone del nero · g7 pedone del nero · h7 pedone del nero · c6 cavallo del nero · d6 pedone del nero · f6 cavallo del nero · c5 alfiere del nero · e5 pedone del nero · g5 alfiere del bianco · c4 alfiere del bianco · e4 pedone del bianco · c3 cavallo del bianco · d3 pedone del bianco · f3 cavallo del bianco · a2 pedone del bianco · b2 pedone del bianco · c2 pedone del bianco · f2 pedone del bianco · g2 pedone del bianco · h2 pedone del bianco · a1 torre del bianco · d1 donna del bianco · e1 re del bianco · h1 torre del bianco | a8 torre del nero · c8 alfiere del nero · d8 donna del nero · e8 re del nero · h8 torre del nero · a7 pedone del nero · b7 pedone del nero · c7 pedone del nero · f7 pedone del nero · g7 pedone del nero · h7 pedone del nero · c6 cavallo del nero · d6 pedone del nero · f6 cavallo del nero · c5 alfiere del nero · e5 pedone del nero · g5 alfiere del bianco · c4 alfiere del bianco · e4 pedone del bianco · c3 cavallo del bianco · d3 pedone del bianco · f3 cavallo del bianco · a2 pedone del bianco · b2 pedone del bianco · c2 pedone del bianco · f2 pedone del bianco · g2 pedone del bianco · h2 pedone del bianco · a1 torre del bianco · d1 donna del bianco · e1 re del bianco · h1 torre del bianco | 6 |
| 5 | a8 torre del nero · c8 alfiere del nero · d8 donna del nero · e8 re del nero · h8 torre del nero · a7 pedone del nero · b7 pedone del nero · c7 pedone del nero · f7 pedone del nero · g7 pedone del nero · h7 pedone del nero · c6 cavallo del nero · d6 pedone del nero · f6 cavallo del nero · c5 alfiere del nero · e5 pedone del nero · g5 alfiere del bianco · c4 alfiere del bianco · e4 pedone del bianco · c3 cavallo del bianco · d3 pedone del bianco · f3 cavallo del bianco · a2 pedone del bianco · b2 pedone del bianco · c2 pedone del bianco · f2 pedone del bianco · g2 pedone del bianco · h2 pedone del bianco · a1 torre del bianco · d1 donna del bianco · e1 re del bianco · h1 torre del bianco | a8 torre del nero · c8 alfiere del nero · d8 donna del nero · e8 re del nero · h8 torre del nero · a7 pedone del nero · b7 pedone del nero · c7 pedone del nero · f7 pedone del nero · g7 pedone del nero · h7 pedone del nero · c6 cavallo del nero · d6 pedone del nero · f6 cavallo del nero · c5 alfiere del nero · e5 pedone del nero · g5 alfiere del bianco · c4 alfiere del bianco · e4 pedone del bianco · c3 cavallo del bianco · d3 pedone del bianco · f3 cavallo del bianco · a2 pedone del bianco · b2 pedone del bianco · c2 pedone del bianco · f2 pedone del bianco · g2 pedone del bianco · h2 pedone del bianco · a1 torre del bianco · d1 donna del bianco · e1 re del bianco · h1 torre del bianco | a8 torre del nero · c8 alfiere del nero · d8 donna del nero · e8 re del nero · h8 torre del nero · a7 pedone del nero · b7 pedone del nero · c7 pedone del nero · f7 pedone del nero · g7 pedone del nero · h7 pedone del nero · c6 cavallo del nero · d6 pedone del nero · f6 cavallo del nero · c5 alfiere del nero · e5 pedone del nero · g5 alfiere del bianco · c4 alfiere del bianco · e4 pedone del bianco · c3 cavallo del bianco · d3 pedone del bianco · f3 cavallo del bianco · a2 pedone del bianco · b2 pedone del bianco · c2 pedone del bianco · f2 pedone del bianco · g2 pedone del bianco · h2 pedone del bianco · a1 torre del bianco · d1 donna del bianco · e1 re del bianco · h1 torre del bianco | a8 torre del nero · c8 alfiere del nero · d8 donna del nero · e8 re del nero · h8 torre del nero · a7 pedone del nero · b7 pedone del nero · c7 pedone del nero · f7 pedone del nero · g7 pedone del nero · h7 pedone del nero · c6 cavallo del nero · d6 pedone del nero · f6 cavallo del nero · c5 alfiere del nero · e5 pedone del nero · g5 alfiere del bianco · c4 alfiere del bianco · e4 pedone del bianco · c3 cavallo del bianco · d3 pedone del bianco · f3 cavallo del bianco · a2 pedone del bianco · b2 pedone del bianco · c2 pedone del bianco · f2 pedone del bianco · g2 pedone del bianco · h2 pedone del bianco · a1 torre del bianco · d1 donna del bianco · e1 re del bianco · h1 torre del bianco | a8 torre del nero · c8 alfiere del nero · d8 donna del nero · e8 re del nero · h8 torre del nero · a7 pedone del nero · b7 pedone del nero · c7 pedone del nero · f7 pedone del nero · g7 pedone del nero · h7 pedone del nero · c6 cavallo del nero · d6 pedone del nero · f6 cavallo del nero · c5 alfiere del nero · e5 pedone del nero · g5 alfiere del bianco · c4 alfiere del bianco · e4 pedone del bianco · c3 cavallo del bianco · d3 pedone del bianco · f3 cavallo del bianco · a2 pedone del bianco · b2 pedone del bianco · c2 pedone del bianco · f2 pedone del bianco · g2 pedone del bianco · h2 pedone del bianco · a1 torre del bianco · d1 donna del bianco · e1 re del bianco · h1 torre del bianco | a8 torre del nero · c8 alfiere del nero · d8 donna del nero · e8 re del nero · h8 torre del nero · a7 pedone del nero · b7 pedone del nero · c7 pedone del nero · f7 pedone del nero · g7 pedone del nero · h7 pedone del nero · c6 cavallo del nero · d6 pedone del nero · f6 cavallo del nero · c5 alfiere del nero · e5 pedone del nero · g5 alfiere del bianco · c4 alfiere del bianco · e4 pedone del bianco · c3 cavallo del bianco · d3 pedone del bianco · f3 cavallo del bianco · a2 pedone del bianco · b2 pedone del bianco · c2 pedone del bianco · f2 pedone del bianco · g2 pedone del bianco · h2 pedone del bianco · a1 torre del bianco · d1 donna del bianco · e1 re del bianco · h1 torre del bianco | a8 torre del nero · c8 alfiere del nero · d8 donna del nero · e8 re del nero · h8 torre del nero · a7 pedone del nero · b7 pedone del nero · c7 pedone del nero · f7 pedone del nero · g7 pedone del nero · h7 pedone del nero · c6 cavallo del nero · d6 pedone del nero · f6 cavallo del nero · c5 alfiere del nero · e5 pedone del nero · g5 alfiere del bianco · c4 alfiere del bianco · e4 pedone del bianco · c3 cavallo del bianco · d3 pedone del bianco · f3 cavallo del bianco · a2 pedone del bianco · b2 pedone del bianco · c2 pedone del bianco · f2 pedone del bianco · g2 pedone del bianco · h2 pedone del bianco · a1 torre del bianco · d1 donna del bianco · e1 re del bianco · h1 torre del bianco | a8 torre del nero · c8 alfiere del nero · d8 donna del nero · e8 re del nero · h8 torre del nero · a7 pedone del nero · b7 pedone del nero · c7 pedone del nero · f7 pedone del nero · g7 pedone del nero · h7 pedone del nero · c6 cavallo del nero · d6 pedone del nero · f6 cavallo del nero · c5 alfiere del nero · e5 pedone del nero · g5 alfiere del bianco · c4 alfiere del bianco · e4 pedone del bianco · c3 cavallo del bianco · d3 pedone del bianco · f3 cavallo del bianco · a2 pedone del bianco · b2 pedone del bianco · c2 pedone del bianco · f2 pedone del bianco · g2 pedone del bianco · h2 pedone del bianco · a1 torre del bianco · d1 donna del bianco · e1 re del bianco · h1 torre del bianco | 5 |
| 4 | a8 torre del nero · c8 alfiere del nero · d8 donna del nero · e8 re del nero · h8 torre del nero · a7 pedone del nero · b7 pedone del nero · c7 pedone del nero · f7 pedone del nero · g7 pedone del nero · h7 pedone del nero · c6 cavallo del nero · d6 pedone del nero · f6 cavallo del nero · c5 alfiere del nero · e5 pedone del nero · g5 alfiere del bianco · c4 alfiere del bianco · e4 pedone del bianco · c3 cavallo del bianco · d3 pedone del bianco · f3 cavallo del bianco · a2 pedone del bianco · b2 pedone del bianco · c2 pedone del bianco · f2 pedone del bianco · g2 pedone del bianco · h2 pedone del bianco · a1 torre del bianco · d1 donna del bianco · e1 re del bianco · h1 torre del bianco | a8 torre del nero · c8 alfiere del nero · d8 donna del nero · e8 re del nero · h8 torre del nero · a7 pedone del nero · b7 pedone del nero · c7 pedone del nero · f7 pedone del nero · g7 pedone del nero · h7 pedone del nero · c6 cavallo del nero · d6 pedone del nero · f6 cavallo del nero · c5 alfiere del nero · e5 pedone del nero · g5 alfiere del bianco · c4 alfiere del bianco · e4 pedone del bianco · c3 cavallo del bianco · d3 pedone del bianco · f3 cavallo del bianco · a2 pedone del bianco · b2 pedone del bianco · c2 pedone del bianco · f2 pedone del bianco · g2 pedone del bianco · h2 pedone del bianco · a1 torre del bianco · d1 donna del bianco · e1 re del bianco · h1 torre del bianco | a8 torre del nero · c8 alfiere del nero · d8 donna del nero · e8 re del nero · h8 torre del nero · a7 pedone del nero · b7 pedone del nero · c7 pedone del nero · f7 pedone del nero · g7 pedone del nero · h7 pedone del nero · c6 cavallo del nero · d6 pedone del nero · f6 cavallo del nero · c5 alfiere del nero · e5 pedone del nero · g5 alfiere del bianco · c4 alfiere del bianco · e4 pedone del bianco · c3 cavallo del bianco · d3 pedone del bianco · f3 cavallo del bianco · a2 pedone del bianco · b2 pedone del bianco · c2 pedone del bianco · f2 pedone del bianco · g2 pedone del bianco · h2 pedone del bianco · a1 torre del bianco · d1 donna del bianco · e1 re del bianco · h1 torre del bianco | a8 torre del nero · c8 alfiere del nero · d8 donna del nero · e8 re del nero · h8 torre del nero · a7 pedone del nero · b7 pedone del nero · c7 pedone del nero · f7 pedone del nero · g7 pedone del nero · h7 pedone del nero · c6 cavallo del nero · d6 pedone del nero · f6 cavallo del nero · c5 alfiere del nero · e5 pedone del nero · g5 alfiere del bianco · c4 alfiere del bianco · e4 pedone del bianco · c3 cavallo del bianco · d3 pedone del bianco · f3 cavallo del bianco · a2 pedone del bianco · b2 pedone del bianco · c2 pedone del bianco · f2 pedone del bianco · g2 pedone del bianco · h2 pedone del bianco · a1 torre del bianco · d1 donna del bianco · e1 re del bianco · h1 torre del bianco | a8 torre del nero · c8 alfiere del nero · d8 donna del nero · e8 re del nero · h8 torre del nero · a7 pedone del nero · b7 pedone del nero · c7 pedone del nero · f7 pedone del nero · g7 pedone del nero · h7 pedone del nero · c6 cavallo del nero · d6 pedone del nero · f6 cavallo del nero · c5 alfiere del nero · e5 pedone del nero · g5 alfiere del bianco · c4 alfiere del bianco · e4 pedone del bianco · c3 cavallo del bianco · d3 pedone del bianco · f3 cavallo del bianco · a2 pedone del bianco · b2 pedone del bianco · c2 pedone del bianco · f2 pedone del bianco · g2 pedone del bianco · h2 pedone del bianco · a1 torre del bianco · d1 donna del bianco · e1 re del bianco · h1 torre del bianco | a8 torre del nero · c8 alfiere del nero · d8 donna del nero · e8 re del nero · h8 torre del nero · a7 pedone del nero · b7 pedone del nero · c7 pedone del nero · f7 pedone del nero · g7 pedone del nero · h7 pedone del nero · c6 cavallo del nero · d6 pedone del nero · f6 cavallo del nero · c5 alfiere del nero · e5 pedone del nero · g5 alfiere del bianco · c4 alfiere del bianco · e4 pedone del bianco · c3 cavallo del bianco · d3 pedone del bianco · f3 cavallo del bianco · a2 pedone del bianco · b2 pedone del bianco · c2 pedone del bianco · f2 pedone del bianco · g2 pedone del bianco · h2 pedone del bianco · a1 torre del bianco · d1 donna del bianco · e1 re del bianco · h1 torre del bianco | a8 torre del nero · c8 alfiere del nero · d8 donna del nero · e8 re del nero · h8 torre del nero · a7 pedone del nero · b7 pedone del nero · c7 pedone del nero · f7 pedone del nero · g7 pedone del nero · h7 pedone del nero · c6 cavallo del nero · d6 pedone del nero · f6 cavallo del nero · c5 alfiere del nero · e5 pedone del nero · g5 alfiere del bianco · c4 alfiere del bianco · e4 pedone del bianco · c3 cavallo del bianco · d3 pedone del bianco · f3 cavallo del bianco · a2 pedone del bianco · b2 pedone del bianco · c2 pedone del bianco · f2 pedone del bianco · g2 pedone del bianco · h2 pedone del bianco · a1 torre del bianco · d1 donna del bianco · e1 re del bianco · h1 torre del bianco | a8 torre del nero · c8 alfiere del nero · d8 donna del nero · e8 re del nero · h8 torre del nero · a7 pedone del nero · b7 pedone del nero · c7 pedone del nero · f7 pedone del nero · g7 pedone del nero · h7 pedone del nero · c6 cavallo del nero · d6 pedone del nero · f6 cavallo del nero · c5 alfiere del nero · e5 pedone del nero · g5 alfiere del bianco · c4 alfiere del bianco · e4 pedone del bianco · c3 cavallo del bianco · d3 pedone del bianco · f3 cavallo del bianco · a2 pedone del bianco · b2 pedone del bianco · c2 pedone del bianco · f2 pedone del bianco · g2 pedone del bianco · h2 pedone del bianco · a1 torre del bianco · d1 donna del bianco · e1 re del bianco · h1 torre del bianco | 4 |
| 3 | a8 torre del nero · c8 alfiere del nero · d8 donna del nero · e8 re del nero · h8 torre del nero · a7 pedone del nero · b7 pedone del nero · c7 pedone del nero · f7 pedone del nero · g7 pedone del nero · h7 pedone del nero · c6 cavallo del nero · d6 pedone del nero · f6 cavallo del nero · c5 alfiere del nero · e5 pedone del nero · g5 alfiere del bianco · c4 alfiere del bianco · e4 pedone del bianco · c3 cavallo del bianco · d3 pedone del bianco · f3 cavallo del bianco · a2 pedone del bianco · b2 pedone del bianco · c2 pedone del bianco · f2 pedone del bianco · g2 pedone del bianco · h2 pedone del bianco · a1 torre del bianco · d1 donna del bianco · e1 re del bianco · h1 torre del bianco | a8 torre del nero · c8 alfiere del nero · d8 donna del nero · e8 re del nero · h8 torre del nero · a7 pedone del nero · b7 pedone del nero · c7 pedone del nero · f7 pedone del nero · g7 pedone del nero · h7 pedone del nero · c6 cavallo del nero · d6 pedone del nero · f6 cavallo del nero · c5 alfiere del nero · e5 pedone del nero · g5 alfiere del bianco · c4 alfiere del bianco · e4 pedone del bianco · c3 cavallo del bianco · d3 pedone del bianco · f3 cavallo del bianco · a2 pedone del bianco · b2 pedone del bianco · c2 pedone del bianco · f2 pedone del bianco · g2 pedone del bianco · h2 pedone del bianco · a1 torre del bianco · d1 donna del bianco · e1 re del bianco · h1 torre del bianco | a8 torre del nero · c8 alfiere del nero · d8 donna del nero · e8 re del nero · h8 torre del nero · a7 pedone del nero · b7 pedone del nero · c7 pedone del nero · f7 pedone del nero · g7 pedone del nero · h7 pedone del nero · c6 cavallo del nero · d6 pedone del nero · f6 cavallo del nero · c5 alfiere del nero · e5 pedone del nero · g5 alfiere del bianco · c4 alfiere del bianco · e4 pedone del bianco · c3 cavallo del bianco · d3 pedone del bianco · f3 cavallo del bianco · a2 pedone del bianco · b2 pedone del bianco · c2 pedone del bianco · f2 pedone del bianco · g2 pedone del bianco · h2 pedone del bianco · a1 torre del bianco · d1 donna del bianco · e1 re del bianco · h1 torre del bianco | a8 torre del nero · c8 alfiere del nero · d8 donna del nero · e8 re del nero · h8 torre del nero · a7 pedone del nero · b7 pedone del nero · c7 pedone del nero · f7 pedone del nero · g7 pedone del nero · h7 pedone del nero · c6 cavallo del nero · d6 pedone del nero · f6 cavallo del nero · c5 alfiere del nero · e5 pedone del nero · g5 alfiere del bianco · c4 alfiere del bianco · e4 pedone del bianco · c3 cavallo del bianco · d3 pedone del bianco · f3 cavallo del bianco · a2 pedone del bianco · b2 pedone del bianco · c2 pedone del bianco · f2 pedone del bianco · g2 pedone del bianco · h2 pedone del bianco · a1 torre del bianco · d1 donna del bianco · e1 re del bianco · h1 torre del bianco | a8 torre del nero · c8 alfiere del nero · d8 donna del nero · e8 re del nero · h8 torre del nero · a7 pedone del nero · b7 pedone del nero · c7 pedone del nero · f7 pedone del nero · g7 pedone del nero · h7 pedone del nero · c6 cavallo del nero · d6 pedone del nero · f6 cavallo del nero · c5 alfiere del nero · e5 pedone del nero · g5 alfiere del bianco · c4 alfiere del bianco · e4 pedone del bianco · c3 cavallo del bianco · d3 pedone del bianco · f3 cavallo del bianco · a2 pedone del bianco · b2 pedone del bianco · c2 pedone del bianco · f2 pedone del bianco · g2 pedone del bianco · h2 pedone del bianco · a1 torre del bianco · d1 donna del bianco · e1 re del bianco · h1 torre del bianco | a8 torre del nero · c8 alfiere del nero · d8 donna del nero · e8 re del nero · h8 torre del nero · a7 pedone del nero · b7 pedone del nero · c7 pedone del nero · f7 pedone del nero · g7 pedone del nero · h7 pedone del nero · c6 cavallo del nero · d6 pedone del nero · f6 cavallo del nero · c5 alfiere del nero · e5 pedone del nero · g5 alfiere del bianco · c4 alfiere del bianco · e4 pedone del bianco · c3 cavallo del bianco · d3 pedone del bianco · f3 cavallo del bianco · a2 pedone del bianco · b2 pedone del bianco · c2 pedone del bianco · f2 pedone del bianco · g2 pedone del bianco · h2 pedone del bianco · a1 torre del bianco · d1 donna del bianco · e1 re del bianco · h1 torre del bianco | a8 torre del nero · c8 alfiere del nero · d8 donna del nero · e8 re del nero · h8 torre del nero · a7 pedone del nero · b7 pedone del nero · c7 pedone del nero · f7 pedone del nero · g7 pedone del nero · h7 pedone del nero · c6 cavallo del nero · d6 pedone del nero · f6 cavallo del nero · c5 alfiere del nero · e5 pedone del nero · g5 alfiere del bianco · c4 alfiere del bianco · e4 pedone del bianco · c3 cavallo del bianco · d3 pedone del bianco · f3 cavallo del bianco · a2 pedone del bianco · b2 pedone del bianco · c2 pedone del bianco · f2 pedone del bianco · g2 pedone del bianco · h2 pedone del bianco · a1 torre del bianco · d1 donna del bianco · e1 re del bianco · h1 torre del bianco | a8 torre del nero · c8 alfiere del nero · d8 donna del nero · e8 re del nero · h8 torre del nero · a7 pedone del nero · b7 pedone del nero · c7 pedone del nero · f7 pedone del nero · g7 pedone del nero · h7 pedone del nero · c6 cavallo del nero · d6 pedone del nero · f6 cavallo del nero · c5 alfiere del nero · e5 pedone del nero · g5 alfiere del bianco · c4 alfiere del bianco · e4 pedone del bianco · c3 cavallo del bianco · d3 pedone del bianco · f3 cavallo del bianco · a2 pedone del bianco · b2 pedone del bianco · c2 pedone del bianco · f2 pedone del bianco · g2 pedone del bianco · h2 pedone del bianco · a1 torre del bianco · d1 donna del bianco · e1 re del bianco · h1 torre del bianco | 3 |
| 2 | a8 torre del nero · c8 alfiere del nero · d8 donna del nero · e8 re del nero · h8 torre del nero · a7 pedone del nero · b7 pedone del nero · c7 pedone del nero · f7 pedone del nero · g7 pedone del nero · h7 pedone del nero · c6 cavallo del nero · d6 pedone del nero · f6 cavallo del nero · c5 alfiere del nero · e5 pedone del nero · g5 alfiere del bianco · c4 alfiere del bianco · e4 pedone del bianco · c3 cavallo del bianco · d3 pedone del bianco · f3 cavallo del bianco · a2 pedone del bianco · b2 pedone del bianco · c2 pedone del bianco · f2 pedone del bianco · g2 pedone del bianco · h2 pedone del bianco · a1 torre del bianco · d1 donna del bianco · e1 re del bianco · h1 torre del bianco | a8 torre del nero · c8 alfiere del nero · d8 donna del nero · e8 re del nero · h8 torre del nero · a7 pedone del nero · b7 pedone del nero · c7 pedone del nero · f7 pedone del nero · g7 pedone del nero · h7 pedone del nero · c6 cavallo del nero · d6 pedone del nero · f6 cavallo del nero · c5 alfiere del nero · e5 pedone del nero · g5 alfiere del bianco · c4 alfiere del bianco · e4 pedone del bianco · c3 cavallo del bianco · d3 pedone del bianco · f3 cavallo del bianco · a2 pedone del bianco · b2 pedone del bianco · c2 pedone del bianco · f2 pedone del bianco · g2 pedone del bianco · h2 pedone del bianco · a1 torre del bianco · d1 donna del bianco · e1 re del bianco · h1 torre del bianco | a8 torre del nero · c8 alfiere del nero · d8 donna del nero · e8 re del nero · h8 torre del nero · a7 pedone del nero · b7 pedone del nero · c7 pedone del nero · f7 pedone del nero · g7 pedone del nero · h7 pedone del nero · c6 cavallo del nero · d6 pedone del nero · f6 cavallo del nero · c5 alfiere del nero · e5 pedone del nero · g5 alfiere del bianco · c4 alfiere del bianco · e4 pedone del bianco · c3 cavallo del bianco · d3 pedone del bianco · f3 cavallo del bianco · a2 pedone del bianco · b2 pedone del bianco · c2 pedone del bianco · f2 pedone del bianco · g2 pedone del bianco · h2 pedone del bianco · a1 torre del bianco · d1 donna del bianco · e1 re del bianco · h1 torre del bianco | a8 torre del nero · c8 alfiere del nero · d8 donna del nero · e8 re del nero · h8 torre del nero · a7 pedone del nero · b7 pedone del nero · c7 pedone del nero · f7 pedone del nero · g7 pedone del nero · h7 pedone del nero · c6 cavallo del nero · d6 pedone del nero · f6 cavallo del nero · c5 alfiere del nero · e5 pedone del nero · g5 alfiere del bianco · c4 alfiere del bianco · e4 pedone del bianco · c3 cavallo del bianco · d3 pedone del bianco · f3 cavallo del bianco · a2 pedone del bianco · b2 pedone del bianco · c2 pedone del bianco · f2 pedone del bianco · g2 pedone del bianco · h2 pedone del bianco · a1 torre del bianco · d1 donna del bianco · e1 re del bianco · h1 torre del bianco | a8 torre del nero · c8 alfiere del nero · d8 donna del nero · e8 re del nero · h8 torre del nero · a7 pedone del nero · b7 pedone del nero · c7 pedone del nero · f7 pedone del nero · g7 pedone del nero · h7 pedone del nero · c6 cavallo del nero · d6 pedone del nero · f6 cavallo del nero · c5 alfiere del nero · e5 pedone del nero · g5 alfiere del bianco · c4 alfiere del bianco · e4 pedone del bianco · c3 cavallo del bianco · d3 pedone del bianco · f3 cavallo del bianco · a2 pedone del bianco · b2 pedone del bianco · c2 pedone del bianco · f2 pedone del bianco · g2 pedone del bianco · h2 pedone del bianco · a1 torre del bianco · d1 donna del bianco · e1 re del bianco · h1 torre del bianco | a8 torre del nero · c8 alfiere del nero · d8 donna del nero · e8 re del nero · h8 torre del nero · a7 pedone del nero · b7 pedone del nero · c7 pedone del nero · f7 pedone del nero · g7 pedone del nero · h7 pedone del nero · c6 cavallo del nero · d6 pedone del nero · f6 cavallo del nero · c5 alfiere del nero · e5 pedone del nero · g5 alfiere del bianco · c4 alfiere del bianco · e4 pedone del bianco · c3 cavallo del bianco · d3 pedone del bianco · f3 cavallo del bianco · a2 pedone del bianco · b2 pedone del bianco · c2 pedone del bianco · f2 pedone del bianco · g2 pedone del bianco · h2 pedone del bianco · a1 torre del bianco · d1 donna del bianco · e1 re del bianco · h1 torre del bianco | a8 torre del nero · c8 alfiere del nero · d8 donna del nero · e8 re del nero · h8 torre del nero · a7 pedone del nero · b7 pedone del nero · c7 pedone del nero · f7 pedone del nero · g7 pedone del nero · h7 pedone del nero · c6 cavallo del nero · d6 pedone del nero · f6 cavallo del nero · c5 alfiere del nero · e5 pedone del nero · g5 alfiere del bianco · c4 alfiere del bianco · e4 pedone del bianco · c3 cavallo del bianco · d3 pedone del bianco · f3 cavallo del bianco · a2 pedone del bianco · b2 pedone del bianco · c2 pedone del bianco · f2 pedone del bianco · g2 pedone del bianco · h2 pedone del bianco · a1 torre del bianco · d1 donna del bianco · e1 re del bianco · h1 torre del bianco | a8 torre del nero · c8 alfiere del nero · d8 donna del nero · e8 re del nero · h8 torre del nero · a7 pedone del nero · b7 pedone del nero · c7 pedone del nero · f7 pedone del nero · g7 pedone del nero · h7 pedone del nero · c6 cavallo del nero · d6 pedone del nero · f6 cavallo del nero · c5 alfiere del nero · e5 pedone del nero · g5 alfiere del bianco · c4 alfiere del bianco · e4 pedone del bianco · c3 cavallo del bianco · d3 pedone del bianco · f3 cavallo del bianco · a2 pedone del bianco · b2 pedone del bianco · c2 pedone del bianco · f2 pedone del bianco · g2 pedone del bianco · h2 pedone del bianco · a1 torre del bianco · d1 donna del bianco · e1 re del bianco · h1 torre del bianco | 2 |
| 1 | a8 torre del nero · c8 alfiere del nero · d8 donna del nero · e8 re del nero · h8 torre del nero · a7 pedone del nero · b7 pedone del nero · c7 pedone del nero · f7 pedone del nero · g7 pedone del nero · h7 pedone del nero · c6 cavallo del nero · d6 pedone del nero · f6 cavallo del nero · c5 alfiere del nero · e5 pedone del nero · g5 alfiere del bianco · c4 alfiere del bianco · e4 pedone del bianco · c3 cavallo del bianco · d3 pedone del bianco · f3 cavallo del bianco · a2 pedone del bianco · b2 pedone del bianco · c2 pedone del bianco · f2 pedone del bianco · g2 pedone del bianco · h2 pedone del bianco · a1 torre del bianco · d1 donna del bianco · e1 re del bianco · h1 torre del bianco | a8 torre del nero · c8 alfiere del nero · d8 donna del nero · e8 re del nero · h8 torre del nero · a7 pedone del nero · b7 pedone del nero · c7 pedone del nero · f7 pedone del nero · g7 pedone del nero · h7 pedone del nero · c6 cavallo del nero · d6 pedone del nero · f6 cavallo del nero · c5 alfiere del nero · e5 pedone del nero · g5 alfiere del bianco · c4 alfiere del bianco · e4 pedone del bianco · c3 cavallo del bianco · d3 pedone del bianco · f3 cavallo del bianco · a2 pedone del bianco · b2 pedone del bianco · c2 pedone del bianco · f2 pedone del bianco · g2 pedone del bianco · h2 pedone del bianco · a1 torre del bianco · d1 donna del bianco · e1 re del bianco · h1 torre del bianco | a8 torre del nero · c8 alfiere del nero · d8 donna del nero · e8 re del nero · h8 torre del nero · a7 pedone del nero · b7 pedone del nero · c7 pedone del nero · f7 pedone del nero · g7 pedone del nero · h7 pedone del nero · c6 cavallo del nero · d6 pedone del nero · f6 cavallo del nero · c5 alfiere del nero · e5 pedone del nero · g5 alfiere del bianco · c4 alfiere del bianco · e4 pedone del bianco · c3 cavallo del bianco · d3 pedone del bianco · f3 cavallo del bianco · a2 pedone del bianco · b2 pedone del bianco · c2 pedone del bianco · f2 pedone del bianco · g2 pedone del bianco · h2 pedone del bianco · a1 torre del bianco · d1 donna del bianco · e1 re del bianco · h1 torre del bianco | a8 torre del nero · c8 alfiere del nero · d8 donna del nero · e8 re del nero · h8 torre del nero · a7 pedone del nero · b7 pedone del nero · c7 pedone del nero · f7 pedone del nero · g7 pedone del nero · h7 pedone del nero · c6 cavallo del nero · d6 pedone del nero · f6 cavallo del nero · c5 alfiere del nero · e5 pedone del nero · g5 alfiere del bianco · c4 alfiere del bianco · e4 pedone del bianco · c3 cavallo del bianco · d3 pedone del bianco · f3 cavallo del bianco · a2 pedone del bianco · b2 pedone del bianco · c2 pedone del bianco · f2 pedone del bianco · g2 pedone del bianco · h2 pedone del bianco · a1 torre del bianco · d1 donna del bianco · e1 re del bianco · h1 torre del bianco | a8 torre del nero · c8 alfiere del nero · d8 donna del nero · e8 re del nero · h8 torre del nero · a7 pedone del nero · b7 pedone del nero · c7 pedone del nero · f7 pedone del nero · g7 pedone del nero · h7 pedone del nero · c6 cavallo del nero · d6 pedone del nero · f6 cavallo del nero · c5 alfiere del nero · e5 pedone del nero · g5 alfiere del bianco · c4 alfiere del bianco · e4 pedone del bianco · c3 cavallo del bianco · d3 pedone del bianco · f3 cavallo del bianco · a2 pedone del bianco · b2 pedone del bianco · c2 pedone del bianco · f2 pedone del bianco · g2 pedone del bianco · h2 pedone del bianco · a1 torre del bianco · d1 donna del bianco · e1 re del bianco · h1 torre del bianco | a8 torre del nero · c8 alfiere del nero · d8 donna del nero · e8 re del nero · h8 torre del nero · a7 pedone del nero · b7 pedone del nero · c7 pedone del nero · f7 pedone del nero · g7 pedone del nero · h7 pedone del nero · c6 cavallo del nero · d6 pedone del nero · f6 cavallo del nero · c5 alfiere del nero · e5 pedone del nero · g5 alfiere del bianco · c4 alfiere del bianco · e4 pedone del bianco · c3 cavallo del bianco · d3 pedone del bianco · f3 cavallo del bianco · a2 pedone del bianco · b2 pedone del bianco · c2 pedone del bianco · f2 pedone del bianco · g2 pedone del bianco · h2 pedone del bianco · a1 torre del bianco · d1 donna del bianco · e1 re del bianco · h1 torre del bianco | a8 torre del nero · c8 alfiere del nero · d8 donna del nero · e8 re del nero · h8 torre del nero · a7 pedone del nero · b7 pedone del nero · c7 pedone del nero · f7 pedone del nero · g7 pedone del nero · h7 pedone del nero · c6 cavallo del nero · d6 pedone del nero · f6 cavallo del nero · c5 alfiere del nero · e5 pedone del nero · g5 alfiere del bianco · c4 alfiere del bianco · e4 pedone del bianco · c3 cavallo del bianco · d3 pedone del bianco · f3 cavallo del bianco · a2 pedone del bianco · b2 pedone del bianco · c2 pedone del bianco · f2 pedone del bianco · g2 pedone del bianco · h2 pedone del bianco · a1 torre del bianco · d1 donna del bianco · e1 re del bianco · h1 torre del bianco | a8 torre del nero · c8 alfiere del nero · d8 donna del nero · e8 re del nero · h8 torre del nero · a7 pedone del nero · b7 pedone del nero · c7 pedone del nero · f7 pedone del nero · g7 pedone del nero · h7 pedone del nero · c6 cavallo del nero · d6 pedone del nero · f6 cavallo del nero · c5 alfiere del nero · e5 pedone del nero · g5 alfiere del bianco · c4 alfiere del bianco · e4 pedone del bianco · c3 cavallo del bianco · d3 pedone del bianco · f3 cavallo del bianco · a2 pedone del bianco · b2 pedone del bianco · c2 pedone del bianco · f2 pedone del bianco · g2 pedone del bianco · h2 pedone del bianco · a1 torre del bianco · d1 donna del bianco · e1 re del bianco · h1 torre del bianco | 1 |
|   | a | b | c | d | e | f | g | h |   |